# Pocoyó
Pocoyó es una  serie animada de televisión de origen español creada por David Cantolla, Luis Gallego y Guillermo García Carsí. Está producida y distribuida actualmente por Animaj. Consta de 5 temporadas de un promedio de 52 episodios de unos siete minutos de duración cada uno, dos cortos para cine y televisión, tres videojuegos y múltiples capítulos y contenido especial para YouTube. La serie está dirigida para niños de preescolar de 3 a 6 años en adelante.
En 2004, comenzó su producción y elaboraron, durante 17 meses y 20 días, la primera temporada que consto de 52 capítulos de 7 minutos cada uno y un presupuesto de 6 millones de euros. Se emitió por primera vez el 11 de septiembre de 2005 en Reino Unido a través del canal ITV. En España se estrenó más tarde, el 9 de octubre de 2006 en La 2 de TVE.
El mundo de Pocoyó es un escenario 3D, con un plano blanco y sin fondo de colores. La serie fue creada en un comienzo con el programa Softimage XSI, y se siguió utilizando hasta la tercera temporada. Para la realización de la cuarta temporada, se decidió cambiar a Autodesk Maya.
Pocoyó es un producto de reconocido éxito, que ha sido transmitido en 150 países, como Canadá, Japón, Sudáfrica, Estados Unidos, Alemania, Corea, Nueva Zelanda y Australia.
En diciembre de 2008, se estrenó la primera película de Pocoyó, titulada Pocoyó y el circo espacial, de 24 minutos. Posteriormente salió editada en DVD. En 2018, se estrenó la segunda película de Pocoyó, titulada Pocoyó en Cines: Tu Primera Película que contenía el segundo largometraje de la serie, Pocoyó y la Liga de los Súper Amigos Extraordinarios.

## Trama
Pocoyó es un niño en edad de preescolar que está descubriendo el mundo e interactuando con él. Le acompañan sus amigos Pato, Elly, Nina (a partir de la cuarta temporada), su hermana Bea (a partir de la quinta temporada), y muchos más amigos con los que vive grandes aventuras. Cada capítulo es introducido y conducido por la voz en off de un narrador. En la versión original española pone su voz José María del Río. En la versión inglesa, el encargado de presentar a los personajes en las primeras 2 temporadas es Stephen Fry, quien eventualmente volvería a narrar la serie a partir del episodio 27 de la Quinta Temporada. Stephen Hughes fue el encargado de narrar durante las temporadas 3, 4 y los primeros 26 episodios de la temporada 5. Para la versión brasileña, Ricardo Fabio es el encargado. En la versión para Hispanoamérica, el encargado actualmente es Ángel Mujica, aunque existen otros doblajes anteriores para las primeras temporadas. En ambas versiones, los narradores fueron Orlando Arenas (Colombia) y Adal Ramones (México).

## Personajes

### Protagonistas

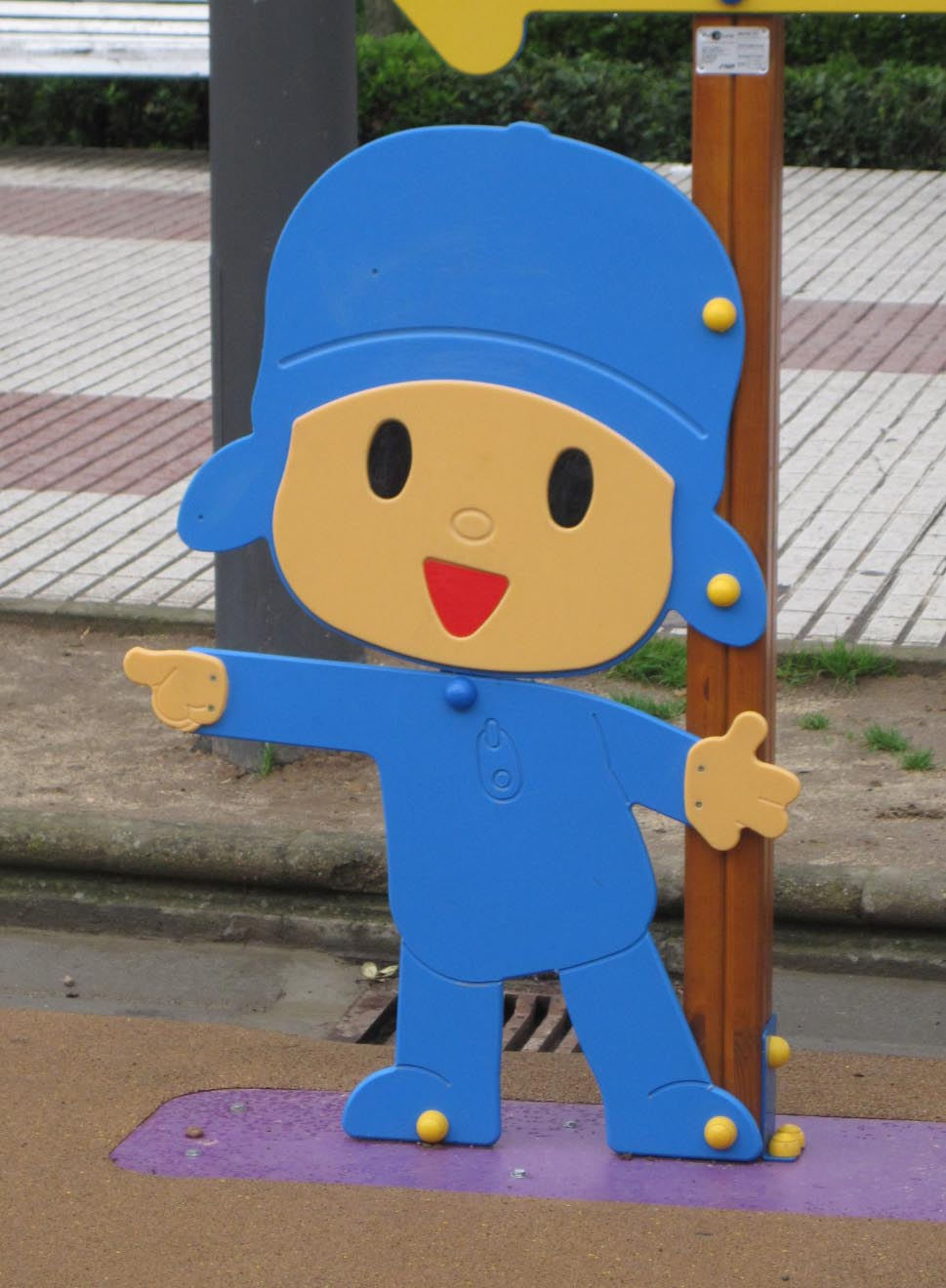
Representación de Pocoyó en un parque en León, España.

- Pocoyó: Es el protagonista y quien da nombre a la serie. Es un niño  de 4 años de edad, con una curiosidad muy innata por el mundo que le rodea. Sus mejores amigos son Pato, Elly y Nina, y tiene una hermanita llamada Bea. La principal característica es la gran felicidad con la que hace absolutamente todo. Viste ropa y gorro azules. Ama jugar al aire libre y su enorme curiosidad lo lleva a vivir un sinfín de aventuras junto a sus amigos. Estimula mucho la creatividad y la imaginación de sus seguidores, ya que su forma máxima de vida es «aprender riendo». A lo largo de las temporadas se muestra el crecimiento de Pocoyó conforme a todas sus experiencias, siendo que en las primeras temporadas se le notaba maravillado con el mundo, descubriendo todo tipo de cosas y siendo bastante pasivo ante la mayoría de situaciones. A partir de la tercera temporada, se nota con mucha más experiencia a la hora de lidiar con diversas situaciones, aunque sin dejar de lado su característica felicidad, siendo retratado en algunas ocasiones como el líder del grupo. También se le ve más seguro y confiado de sí mismo. Estas cualidades se pueden ver más reflejadas en episodios como "Nina Descubre el Mundo" donde hace de guía de Nina. A partir de la Temporada 5, su forma de hablar se vuelve más fluida, hablando mucho más a menudo y en sentencias completas, mostrando lo mucho que Pocoyó ha crecido a lo largo de los años. Sus padres no aparecen en la serie.
- Pato: Es un pato amarillo de 5 años de edad, naciendo el mismo día que Pocoyó. Es el mejor amigo de Pocoyó y lleva siempre un sombrero verde. Un pato algo tímido y cauteloso, suele enojarse con mucha facilidad si algo no sale como el desea. Le gusta regar plantas y la jardinería en general, tiene un espíritu muy competitivo, en especial con Pocoyó, y suele ser un mal perdedor. Siempre está ahí para ayudar a Pocoyó cuando lo necesita. Aunque se enfadan y discuten mucho con uno al otro, siempre se reconcilian, porque son los mejores amigos. Otras de sus actividades favoritas son el baile, la pintura y jugar a los bloques con sus amigos. Tiene de mejor amiga a Elly; cuando no está jugando con Pocoyó se le puede ver pasando tiempo con ella. Siempre busca parecer el más maduro y grande del grupo, aunque es igual de travieso y despistado que Pocoyó y Nina. Es quien pone la nota discordante con los otros personajes. A pesar de tener algunas malas cualidades, aprecia mucho a sus amigos y suele dar todo por ellos.
- Elly: Es una elefante rosa de edad desconocida, cuya personalidad afable contrasta con la de Pato. Elly es muy amiga de Pocoyó y lo cuida como si fuera una hermana mayor. Elly es muy sensata y resolutiva cuando hay un problema. También es muy elegante y le encanta usar tacones. La elefanta es una apasionada del ballet y una excelente pastelera que prepara bocadillos para sus amigos. Elly también tiene un fuerte instinto maternal y siempre va acompañada de su muñeca, a la que cuida y protege como su propia hija. Es la más fuerte y ayuda a sus compañeros cuando deben hacer algún esfuerzo grande. Es muy graciosa y juguetona. Tiene un corazón enorme y siempre responde las preguntas de los demás. Suele ser quien pone orden entre los demás personajes, aunque cuando se enoja suele ser mucho más agresiva que los demás. Suele tomar el rol de "la Madre" del grupo, y esta dispuesta a todo para ayudar a sus amigos cuando más lo necesiten. Según la propia serie ella es muy mandona, y esto hace que a veces se peleé con sus amigos por cosas innecesarias.
- Nina: (con la voz de Noel Rodríguez en producciones del 2017 al 2020, y Alba Ramos en producciones a finales y posteriores de 2020): Es una niña muy simpática y cariñosa que siempre va acompañada de su amigo el robot Roberto. Nina viene de otro planeta, viste de verde, vive entre las plantas y es un personaje muy risueño que ama la naturaleza. Fue introducida en el capítulo 6 de la cuarta temporada. Ella tiene 3 años de edad. Nina habla su propio idioma, aunque eso no le supone ningún problema para comunicarse, además de poder hablar algunas palabras sueltas en español. Es muy inteligente, independiente y desinhibida, pero también desconoce muchas cosas del mundo que la rodea, como se ve en "Historias de Terror" o "La Pascua de Nina", donde desconoce de la existencia de festividades como Halloween o Pascua. Su personalidad es muy parecida a la de Pocoyó durante las primeras temporadas. Suele juntarse principalmente con Pocoyó, con quien tiene una relación como de hermanos.
- Bea: Es la hermana de Pocoyó, debutando en el episodio número 27 de la Temporada 5. Es una pequeña niña vestida principalmente con un vestido de color amarillo y zapatos blancos. Su pelo es rubio, y lleva consigo una flor azul en su cabeza. Suele ser muy activa y juguetona, queriendo siempre pasar tiempo con su hermano Pocoyó, a quien se refiere de forma cariñosa como «Yoyó».
- El Narrador: Es quien presenta los títulos, hace preguntas a Pocoyó y amigos y ayuda a los personajes a comunicarse entre ellos. Habla durante todo el programa, y a menudo, se comunica directamente con los personajes. Tiene una muy buena relación con todos los habitantes de mundo Pocoyó y siempre está encantado de verlos. Le gusta hablar mucho e incluso los propios personajes lo consideran muy parlanchín. El narrador también está a veces físicamente involucrado en los eventos de los episodios, como en el episodio "Adivina, Adivinanza" e incluso cuenta con episodios propios como en "El Juego del Silencio", lo que lo convierte en un personaje que se escucha pero no se ve, en lugar de ser un narrador extra diegético estrictamente.

### Principales
- Loula: Es una perrita inspirada en un beagle de 7 semanas de edad y es la mascota de Pocoyó. Su papel se limita a serlo, mascota. Siempre está lista para jugar, aunque los demás no deseen hacerlo en ese momento. (Se le llamaba Lula en Hispanoamérica del 2005 al 2018)
- Scarlet Pajaroto: Es una pájara verde dormilona de 40 años de edad. Se la pasa todo el día durmiendo, excepto cuando da vueltas alrededor de su despertador. Pese a ser muy dormilón, durante las primeras temporadas participaba mucho en las aventuras de Pocoyó. Se revela que su nombre es Scarlet en el episodio Detective Pato de la Temporada 5. (Se le llamaba Pájaro Dormilón en Hispanoamérica del 2005 al 2018)
- Pajarito: Es un pájaro que nace de un huevo que cuida Pajaroto y aparece en varias ocasiones. Se caracteriza por ser mucho más activo que Pajaroto, y nunca duerme. Su mejor amiga es Valentina. Apareció por primera vez en La sorpresa de Pajaroto (1x09) (Se le llamaba Pájaro Bebé en Hispanoamérica del 2005 al 2018)
- Valentina: Es una oruga de color amarillo con un lazo azul en la parte superior de su cabeza. Tiene la habilidad de transformarse en una mariposa cuando ella quiere. Tiene un hambre muy voraz y es muy amiga de Pajarito. Parece tener gran atracción hacia el Marciano Malhumorado. Apareció por primera vez en Un amigo comilón (1x39). (Se le llamaba Oruga en Hispanoamérica del 2006 al 2018)
- Pulpo: Es un pulpo rojo con 4 tentáculos. Aparece en varios episodios. Suele tener una personalidad bastante errática. Se le puede ver ejerciendo de varios trabajos, como maestro o reportero de televisión. Vive en el fondo del mar con Ballena. También es un Maestro de los Juegos Malabares (le enseñó a Elly).
- Marciano Furioso: Es un marciano verde que apareció por primera vez en el capítulo del mismo nombre (2x41). Como su nombre lo dice, siempre esta de muy mal humor y es muy irritable. Su principal objetivo es conquistar Mundo Pocoyó, pero siempre termina fracasando.
- Roberto: Es un pequeño y tierno robot. Es la mascota de Nina. Su objetivo es siempre cuidar y vigilar a Nina, a quien le tiene mucho afecto.
- Yanko: Es un yeti muy amistoso que aparece por primera vez en el especial de Navidad "Un Invitado Especial". Es muy amigable y cariñoso; le gusta mucho la Navidad y en especial decorar árboles navideños. También suele ser algo miedoso a la hora de interactuar con otros personajes.

### Secundarios
- Hermanos Chihuahua: Conformado por tres hermanos calavera, son un grupo que se dedica a brindar espectáculos terroríficos en toda clase de eventos, ya sea cumpleaños, bodas, bautizos o funerales. Aparecieron por primera vez en el especial de Halloween "El Espectáculo Terrorífico de Pocoyó y Nina", y posteriormente seguirían apareciendo en múltiples especiales de Halloween.
- Ballena: Una silenciosa ballena que Pocoyó conoció bajo el mar y es la mejor amiga de Pulpo. Apareció por primera vez en el episodio El cumpleaños de Ballena (1x35). Desde entonces aparece de manera esporádica en diversos episodios, principalmente los que tienen temática acuática, aunque muchas veces se le puede ver andar en la superficie sin ningún problema.
- Orquesta Pelota: Un grupo de pelotas musicales que tocan la trompeta, tambor y platillos. Aparecieron brevemente durante la primera temporada, aunque a partir de la temporada 4, volverían a salir de manera más seguida en episodios nuevos, siendo su aparición más notoria en el episodio especial "La Fiesta de la Orquesta Pelota" de la T4.
- Hermanos Marciano: Son protagonistas del Largometraje "Pocoyó y el Circo Espacial", en donde se presentan como un grupo de hermanos que dirigen un circo musical a través del espacio. Está conformado por 5 hermanos, 3 machos y 2 hembras. Tendrían un pequeño segmento en Let’s Go Pocoyó, llamado el Show de los Hermanos Marciano. Volverían a aparecer de manera seguida en los episodios especiales "La Ley del Silbato" y "¿Qué Quieres ser de Mayor?" de la T4.
- Marciano Naranja: Es una marciana que Pocoyó y Pato conocieron cuando se perdieron en su planeta natal en el episodio "Ruidos Misteriosos" (2x16). Pato le tendría mucho miedo en un inicio, pero después de aclarar las cosas, la Marciano Naranja y Pato tendrían una cita espacial. Aparecería de manera recurrente en la T3 y T4, donde descubriríamos que ella es la Cartero Espacial encargada de entregar paquetes importantes a los habitantes de Mundo Pocoyó.
- Mariposa: Una mariposa que juega a veces con Pocoyó. Apareció por primera vez en ¡Shhhh! (1x01). Desde entonces, aparece de manera frecuente en diversos episodios. Aunque formando parte del fondo, le gusta volar entre las flores de Mundo Pocoyó.
- Niños: Son niños que están con el narrador y siempre responden a las preguntas del resto de los otros personajes y le dieron el nombre a Valentina. Son el refuerzo educativo de la serie, respondiendo las preguntas dirigidas al espectador. A partir de la T4, aparece en Bebés Llorones Lágrimas Mágicas y Bff By Bebés Llorones. su rol sería reducido, a penas apareciendo en algunos cuantos episodios de manera esporádica.

## Origen del nombre
Fue uno de sus creadores, David Cantolla, quien dio el nombre al personaje basándose en un error de lenguaje de su hija pequeña, Vega, que antes de dormir rezaba, "Jesusito de mi vida tú eres niño como yo" y como no sabía hablar porque tenía 2 años, cambiaba "como yo" por "poco yo".

## Temporadas

### Primera Temporada (2005 - 2006)
La primera temporada de Pocoyó se compone de 53 capítulos, 52 realizados para la temporada normal, con una duración aproximada de 7 minutos cada uno y un episodio especial que no fue lanzado oficialmente hasta 2009, también de 7 minutos de duración. Fue producida durante los años 2003 - 2005 por parte de Zinkia Entertainment en asociación con Cosgrove Hall Films y Granada Kids. 
| Ficha Técnica           | Ficha Técnica |
| ----------------------- | --- |
| Creador Original        | Guillermo García David Cantolla Luis Gallego |
| Productor Ejecutivo     | Kathryn Hart [Zinkia] Anne Brogan [Granada] Jon Doyle [Cosgrove]                                                                                          |
| Director                | Guillermo García David Cantolla |
| Supervisor de animación | Juan Pablo Navas Alfonso Rodríguez Francesc Montalt |
| Animatic y Storyboard   | Alberto Sánchez |
| Director Técnico        | Samanta Undari Pedro Amann |
| Guion                   | Andy Yerkes Claudia Silver Kevin Strader Pippin Parker Susan Kim Michele Cavin David Ingham Annie Evans Rebecca Chace Chris Hoey Jeff Kindley James Ponti |
| Sonido                  | Nahum García Alberto Juárez |
| Música                  | Daniel Heredero |

Fue dirigida en su totalidad por Guillermo Gracia Carsi y David Cantolla, quienes también escribieron algunos episodios sueltos de la serie.  
Los guiones fueron escritos por Andy Yerkes (Guionista en Jefe), Claudia Silver, P. Kevin Strader, Pippin Parker, Susan Kim, Michele F. Cavin, David Ingham, Annie Evans, Rebecca Chace, Chris Hoey, Jeff Kindley y James Ponti. Siendo así la temporada con más guionistas de todo el show. 
La banda sonora fue realizada en su totalidad por Daniel Heredero, quien ya venía trabajando en la serie desde los primeros borradores, siendo quien realizó la música del primer piloto de la serie.
La animación corrió por parte de Zinkia, quien para esta primera temporada utilizó el programa Softimage XSI para realizar toda la animación. Algunos animadores destacados de esta primera temporada son: Alejandro Hidalgo, Alfonso Rodríguez, Gabriel Gracia, Mireia Gispert, Federico Pérez e Irina Yébenes.
Esta temporada se caracteriza por tener un ritmo lento y tramas sencillas, que se basan en Pocoyó descubriendo el funcionamiento de diversos objetos y conceptos, como una sombrilla, una radio, un teléfono, etc. Así como aprender lecciones de humildad y respeto. Aquí aparecen personajes clásicos que se volverían estandartes para el resto de la serie, como Elly, Pato, Pajaroto, Pajarito y Pulpo. Al inicio sus personalidades no están del todo definidas, pues son presentados más como personajes pasivos que viven al margen de Pocoyó y tienen un rol más de observador. Esto va cambiando conforme pasan los episodios, pues poco a poco se pueden observar pequeños atisbos de sus personalidades que serían completamente explotadas en la segunda temporada. En general, una temporada sencilla, que se basa más en aprender del mundo que nos rodea y que cimento las bases de lo que sería Pocoyó en un futuro.  

#### Episodios Regulares [52x7]
| N.º P | N° E | Español Castellano              | Inglés                             | Español Latino                  | Português                |
| ----- | ---- | ------------------------------- | ---------------------------------- | ------------------------------- | ------------------------ |
| 1     | 4    | Un Día de Lluvia                | Umbrella Umbrella                  | Un Día de Lluvia                | O Guarda-Chuva           |
| 2     | 3    | ¡Música Maestro!                | Drum Roll Please                   | ¡Música Maestro!                | A Bandinha de Música     |
| 3     | 10   | Juego Limpio                    | Swept Away                         | Juego Limpio                    | Varrendo Tudo            |
| 4     | 11   | ¿Quién Está al Teléfono?        | Who's on the Phone?                | Riing Riing                     | Quem Está no Telefone?   |
| 5     | 12   | ¡Busca Loula, Busca!            | Fetch Loula Fetch!                 | ¡Busca, Loula, Busca!           | Pega, Loula, Pega!       |
| 6     | 13   | La Pequeña Nube                 | A Little Cloud                     | La Pequeña Nube                 | Nuvenzinha               |
| 7     | 6    | Un Regalo Para Elly             | A Present for Elly                 | Un Regalo para Elly             | Um Presente para Elly    |
| 8     | 2    | El Baile de Pocoyó              | Dance                              | El Baile de Pocoyó              | A Dança do Pocoyo        |
| 9     | 7    | Estornudos                      | The Big Sneeze                     | Estornudos                      | O Espirro                |
| 10    | 5    | Un Misterio Desconcertante      | A Mystery Most Puzzling            | Un Misterio Desconcertante      | O Mistério da Câmera     |
| 11    | 1    | ¡Shhhhh!                        | Hush!                              | ¡Shhhhh!                        | Silêncio                 |
| 12    | 8    | Burbujas                        | Double Bubble                      | Burbujas                        | Bolinha de Sabão         |
| 13    | 33   | La Llave Maestra                | The Key To It All                  | La Llave Maestra                | Chave para Tudo          |
| 14    | 15   | ¡Adelante Pocoyó!               | Keep Going, Pocoyo!                | ¡Adelante Pocoyó!               | Dá-lhe, Pocoyo!          |
| 15    | 9    | ¡Sorpresa!                      | Sleepy Bird's Surprise             | ¡Sorpresa!                      | A Surpresa da Sonequita  |
| 16    | 16   | ¿Dónde está Pocoyó?             | Where's Pocoyo?                    | ¿Dónde está Pocoyó?             | Cadê o Pocoyo?           |
| 17    | 17   | ¿Qué es ese Ruido?              | Drummer Boy                        | ¿Qué es ese ruido?              | O Baterista              |
| 18    | 18   | La Gran Carrera                 | Great Race                         | La Gran Carrera                 | A Grande Corrida         |
| 19    | 19   | Tocar o no tocar                | Don't Touch!                       | Tocar o no tocar                | Não Toque!               |
| 20    | 20   | Huellas Misteriosas             | Mystery Footprints                 | El Misterio de las Huellas      | Pegadas Misteriosas      |
| 21    | 21   | La Flor Musical                 | Magical Watering Can               | La Flor Musical                 | Regador Mágico           |
| 22    | 14   | Restaurante Pocoyó              | Table for Fun                      | Restaurante Pocoyó              | Um Restaurante Divertido |
| 23    | 22   | Brilla Brilla                   | Twinkle Twinkle                    | Brilla Brilla                   | Brilha Brilha            |
| 24    | 23   | Hipo                            | Hiccup                             | Hipo                            | Soluço                   |
| 25    | 24   | Correo Pato                     | Pato's Postal Service              | Correo Pato                     | O Carteiro Pato          |
| 26    | 25   | Un Cachorro Cariñoso            | Puppy Love                         | Un Cachorro Cariñoso            | Carinho para Loula       |
| 27    | 26   | ¡A Batear!                      | Bat and Ball                       | ¡A Batear!                      | O Taco e a Bola          |
| 28    | 27   | Elly Está Malita                | Elly Spots                         | Elly Está malita                | As Manchinhas da Elly    |
| 29    | 28   | ¡Allá Vamos!                    | Up, up and away!                   | ¡Allá vamos!                    | Lá no Espaço             |
| 30    | 29   | Una Sorpresa Para Pocoyó        | A Surprise for Pocoyo              | Una Sorpresa Para Pocoyó        | Uma Surpresa para Pocoyo |
| 31    | 30   | ¿Puedo jugar?                   | Having a Ball                      | ¿Puedo Jugar?                   | Brincando de Bola        |
| 32    | 31   | Súper Pocoyó                    | Super Pocoyo                       | Súper Pocoyó                    | Super Pocoyo             |
| 33    | 32   | ¡Vámonos de Acampada!           | Let's Go Camping!                  | ¡Vámonos de Acampada!           | Vamos Acampar            |
| 34    | 40   | Pocoyó, Pocoyó                  | Pocoyo, Pocoyo                     | Pocoyó Pocoyó                   | Pocoyo, Pocoyo           |
| 35    | 36   | El Viaje de Elly                | Elly's Big Chase                   | El Viaje de Elly                | À Procura da Elly        |
| 36    | 46   | ¡Paciencia, Pocoyó!             | Pocoyo Gets It Right               | ¡Paciencia Pocoyó!              | Pocoyo Acerta a Bola     |
| 37    | 38   | El Maestro de los Malabares     | Juggling Balls                     | El Maestro de los Malabares     | Bolas de Malabarismo     |
| 38    | 34   | Pato Maniático                  | Fussy Duck                         | Pato Maniático                  | Pato Bagunceiro          |
| 39    | 47   | Pocoyó es Único                 | A Dog's Life                       | Pocoyó es Único                 | Brincando de Imitar      |
| 40    | 49   | Pocoyolimpiadas                 | Pocoyolympics                      | Pocoyolimpiadas                 | Olimpíadas do Pocoyo     |
| 41    | 41   | Imagínatelo                     | Picture This                       | Imagínatelo                     | Desenho Isto             |
| 42    | 35   | El Cumpleaños de Ballena        | Whale's Birthday                   | El Cumpleaños de Ballena        | Aniversário da Baleia    |
| 43    | 39   | Un Amigo Comilón                | Pocoyo's Little Friend             | Un Amigo Comilón                | Amiguinha do Pocoyo      |
| 44    | 50   | La Máquina de Colorear el mundo | Colour My World                    | La Máquina de Colorear el mundo | Colorindo o Meu Mundo    |
| 45    | 37   | Hora de Dormir                  | Bedtime                            | Hora de Dormir                  | Hora de Dormir           |
| 46    | 51   | Algo Entre Amigos               | A Little Something Between Friends | Algo Entre Amigos               | Algo Entre Amigos        |
| 47    | 45   | ¡Me Parto de Risa!              | Giggle Bug                         | Me Parto de Risa                | Fazendo Rir              |
| 48    | 48   | ¿Qué hay en la Caja?            | What's in the Box?                 | ¿Qué hay en la Caja?            | O que Tem na Caixa       |
| 49    | 42   | Los Bloques Musicales           | Musical Blocks                     | Los Bloques Musicales           | Blocos Musicais          |
| 50    | 43   | ¡Hazme un Dibujo!               | Paint Me a Picture                 | ¡Hazme un Dibujo!               | Faz um Quadro para Mim   |
| 51    | 44   | La Muñeca de Elly               | Elly's Doll                        | La Muñeca de Elly               | A Boneca da Elly         |
| 52    | 52   | Érase Muchas Veces              | Wackily Ever After                 | Érase Muchas Veces              | Brincando para Sempre    |

##### Especiales
La primera temporada solo contó con un episodio especial, que se trata del episodio "El Balancín". Este episodio fue realizado para la primera temporada, siendo de los primeros episodios en ser producidos junto con "Juego Limpio" y "Un día de Lluvia" , pero siendo posteriormente desechado de la temporada por causas desconocidas. Finalmente sería lanzado oficialmente en 2009 como parte del DVD de "El Show de Pocoyó", donde fue incluido como el episodio inédito de Pocoyó.
| N.º | Año P | Año E | Español     | Inglés      | Latino      |
| --- | ----- | ----- | ----------- | ----------- | ----------- |
| 1   | 2005  | 2009  | El Balancín | The See-Saw | El Balancín |

### Segunda Temporada (2006 - 2009)
La segunda temporada de Pocoyó se compone de 52 capítulos regulares, de una duración aproximada de 7 minutos cada uno y 3 especiales de duración mayor a los 20 minutos. Sería producida durante el año 2005 y 2006, siendo la temporada con el menor tiempo de producción hasta ahora. En esta ocasión sería producida por Zinkia Entertainment y Granada Kids.
| Ficha Técnica           | Ficha Técnica |
| ----------------------- | --- |
| Creador Original        | Guillermo García David Cantolla Luis Gallego                                                                               |
| Productor Ejecutivo     | Kathryn Hart [Zinkia] Anne Brogan [Granada] Jon Doyle [Granada]                                                            |
| Director                | Guillermo García David Cantolla Alfonso Rodríguez                                                                          |
| Supervisor de Animación | Francesc Montalt Rafa Martín Pepe Sánchez                                                                                  |
| Animatic y Storyboard   | Alberto Sánchez Luis Zamora                                                                                                |
| Director Técnico        | Samanta Undari Pedro Amann                                                                                                 |
| Historia                | Guillermo García David Cantolla Alfonso Rodríguez                                                                          |
| Guion                   | Ken Scarborough Raye Lankford Kevin Strader Claudia Silver Joe Fallon Phill Porter Sarah Bell Andrew Bernhardt Tim Johnson |
| Sonido                  | Nahum García José A. Abellán                                                                                               |
| Música                  | Daniel Heredero Nahum García                                                                                               |

Guillermo García Carsi y David Cantolla regresarían como directores principales, pero en esta ocasión Alfonso Rodríguez se integraría como tercer director. Guillermo, David y Alfonso también coescribirían varios episodios de esta temporada. Al finalizar la producción de los 52 episodios regulares de la temporada, Guillermo García Carsi y David Cantolla dejarían sus puestos como directores y productores de la serie, así como Zinkia en general con el fin de perseguir otros proyectos fuera de Pocoyo, dejando a Alfonso Rodríguez como director principal de la serie.
Para los guiones de esta nueva temporada regresarían P. Kevin Strader, Claudia Silver y Pippin Parker. A ellos se les sumarian Raye Lankford, Joe Fallon, Phill Porter, Sarah Bell, Andrew Bernhardt, Tim Jhonson y más notoriamente Ken Scarborough, quien sería el escritor principal de la temporada.
Daniel Heredero retomaría su posición como compositor principal de la serie, aunque en esta ocasión contaría con la ayuda de Nahum García. También su rol sería expandido, pues ahora no solo sería el compositor de la banda sonora del show, sino que también sería el principal compositor del primer disco musical de Pocoyó "La Gran Fiesta de Pocoyó" junto con Nahum García. Escribiendo y componiendo todas las canciones del álbum.
La animación seguiría a cargo de Zinkia, utilizando de nuevo Softimage XSI para la realización de la animación, que ahora gozaría de mayor expresividad y fluidez.
Esta temporada se caracteriza por tener un ritmo más rápido y alocado, con tramas más centradas en el humor físico y las interacciones caóticas entre los diversos personajes, que en esta ocasión verían sus personalidades ser explotadas al máximo. Si bien aún hay episodios donde el foco es el descubrimiento y aprendizaje de distintos temas, ahora las tramas se centran más en situaciones varias que se ven afectadas por el choque de personalidades entre los personajes, que llevan al aprendizaje de una moraleja sencilla al final del capítulo. Esto se ve reflejado en la animación que ahora es más exagerada y expresiva. En esta temporada se establece al elenco clásico de personajes conformado por Pocoyó, Pato, Elly, Pajaroto, Loula, Pulpo, Pajarito y Valentina. También se introducen nuevos personajes como Arañita, Marciano Naranja y los Hermanos Marcianos, que seguirán apareciendo en la serie de manera esporádica. Aunque la adición más importante de esta temporada sería Marciano Malhumorado, quien se volvería un personaje recurrente y principal antagonista de la serie.

#### Episodios Regulares [52x7]
| N° P | N.º E | Español Castellano          | Español Latino             | Inglés                   | Português                      |
| ---- | ----- | --------------------------- | -------------------------- | ------------------------ | ------------------------------ |
| 9    | 1     | El Regalo                   | El Regalo de Pocoyó        | Pocoyo's Present         | O Presente do Pocoyo           |
| 6    | 2     | La Mezcladora Loca          | La Mezcladora Loca         | Mad Mix Machine          | A Máquina de Mistura           |
| 13   | 3     | El Gran Tobogán             | El Gran Tobogán            | Big Scary Slide          | O Grande Escorregador          |
| 10   | 4     | Clase de Ballet             | La Clase de Ballet de Elly | Elly's Ballet Class      | Aula de Balé da Elly           |
| 2    | 5     | Adivina, Adivinanza         | Adivina, Adivinanza        | Guess What?              | Adivinhe o que É               |
| 1    | 6     | Mr. Pato                    | Señor Gran Pato            | Mr Big Duck              | Senhor Patão                   |
| 7    | 7     | El Invitado Revoltoso       | El Invitado Desordenado    | The Messy Guest          | Hóspede Bagunceiro             |
| 11   | 8     | El Globo de Pocoyó          | El Globo de Pocoyó         | Pocoyo's Balloon         | O Balão do Pocoyo              |
| 12   | 9     | El Silbato                  | El Silbato                 | Who's Calling Me Now?    | Quem Está me Chamando?         |
| 4    | 10    | Tori Dori                   | Tori Dori                  | Band of Friends          | Um Bando de Amigos             |
| 5    | 11    | Boca Abajo                  | Patas Arriba               | Upside Down              | De Cabeça para Baixo           |
| 8    | 12    | El Marciano                 | Nuevo en el Planeta        | New on the Planet        | Novos no Planeta               |
| 3    | 13    | ¡Todos Para Uno!            | ¡Todos para Uno!           | All for One              | Um por Todos                   |
| 14   | 14    | Los Zapatos de Elly         | Los Zapatos de Elly        | Elly's Shoes             | O Sapato da Elly               |
| 15   | 15    | Las Mil Puertas             | Pato Atrapado              | Duck Stuck               | Pato Preso                     |
| 16   | 16    | Ruidos Misteriosos          | Ruidos Misteriosos         | Scary Noises             | Som Estranho                   |
| 17   | 17    | Una Solución Perfecta       | Una Solución Perfecta      | Not in my Backyard!      | Não no Meu Quintal             |
| 18   | 18    | Fuera de Control            | ¡Fuera de Control!         | Vamoosh on the Loosh     | Fora de Controle               |
| 19   | 19    | Pocoyó Detective            | Detective Pocoyó           | Detective Pocoyo         | Detetive Pocoyo                |
| 20   | 20    | Locos del Patín             | Locura por el Monopatín    | Scooter Madness          | Loucuras no Patinete           |
| 21   | 21    | ¡Perdidos en el Espacio!    | ¡Perdidos en el Espacio!   | Lost in Space            | Perdido no Espaço              |
| 22   | 22    | ¡Qué Susto!                 | ¡Qué susto!                | Boo!                     | Boo!                           |
| 23   | 23    | El Aguafiestas              | El Aguafiestas             | Party Pooper             | Estraga Festa                  |
| 24   | 24    | Pato es Mío                 | Pato es Mío                | My Pato!                 | Meu Pato                       |
| 25   | 25    | ¡Qué Pesado!                | ¡Qué pesado!               | Baby Bird Bother         | Herói do Soninho               |
| 26   | 26    | Loula Huele Mal             | Loula Huele Mal            | Dirty Dog                | Cachorro Sujo                  |
| 27   | 27    | La Semilla                  | La Semilla                 | The Seed                 | A Semente                      |
| 28   | 28    | ¡Adiós, Sombrero!           | ¡Adiós, Sombrero!          | Runaway Hat              | Chapéu Voador                  |
| 29   | 29    | Pocoyó Invisible            | Pocoyó Invisible           | Invisible Pocoyo         | Pocoyo Invisível               |
| 30   | 30    | ¡Más Ruido!                 | ¡Ruido Para mis Oídos!     | Noise to my Ears         | Barulho para Meus Ouvidos      |
| 31   | 31    | Canguros                    | Cuidando a Pájaro Bebé     | Baby Bird Sitting        | Tomando Conta do Soninho       |
| 32   | 32    | Un Regalo Para Todos        | Los Regalos                | Everyone's Present       | Presente de Todos              |
| 34   | 33    | Una Merienda Misteriosa     | Merienda Misteriosa        | Picnic Puzzle            | Mistério no Piquenique         |
| 37   | 34    | La Pista de Baile           | El Baile                   | Dance Off!               | Deixa Eu Dançar!               |
| 36   | 35    | El Huevo                    | El Huevo de Pato           | Pato's Egg               | O Ovo do Pato                  |
| 35   | 36    | El Teatro de las Marionetas | Pocoyó el Titiritero       | Pocoyo's Puppet Show     | O Show de Marionetes do Pocoyo |
| 38   | 37    | ¡Piérdete Loula!            | ¡Piérdete Loula!           | Get Lost Loula           | Sai Daqui, Loula!              |
| 39   | 38    | Unas Zapatillas con Truco   | Los Zapatos Tramposos      | Poczilla!                | Tênis Trapaceiro               |
| 33   | 39    | ¡Abracadabra!               | Acto de Magia              | Magic Act                | Truque de Mágica               |
| 40   | 40    | Pato Fotógrafo              | Pato Fotógrafo             | Shutterbug               | Pato Fotógrafo                 |
| 41   | 41    | El Marciano Malhumorado     | Alienígena Enfadado        | Pocoyo Meets Angry Alien | Alien Raivoso                  |
| 42   | 42    | ¡Bajo el Mar!               | Pato Bajo el Agua          | Pato Underwater          | Pato Embaixo d'Água            |
| 43   | 43    | La Gran Exposición          | Las Pinturas de Pato       | Pato's Paintings         | Os Quadros do Pato             |
| 44   | 44    | ¡El Misterio del Monstruo!  | El Misterio del Monstruo   | Monster Mystery          | Mistério do Monstro            |
| 45   | 45    | ¡Poczilla!                  | ¡Poczilla!                 | Pocoyo's Puppet Show     | Poczilla                       |
| 46   | 46    | Elly Sobre Hielo            | Elly en el Hielo           | Elly on Ice              | Elly no Gelo                   |
| 47   | 47    | ¡Adiós, Amigos!             | ¡Hasta la Vista, Amigos!   | Farewell Friends         | Adeus, Amigos!                 |
| 48   | 48    | Doble Juego                 | Doble Problema             | Double Trouble           | Problema em Dobro              |
| 49   | 49    | Un Caballo Para Pocoyó      | El Caballo                 | Horse!                   | Cavalo                         |
| 50   | 50    | Las Galletas de Elly        | La Fiesta de Té de Elly    | Elly's Tea Party         | Festa de Chá da Elly           |
| 51   | 51    | Talentos Ocultos            | Programa de Talentos       | Talent Show              | Show de Talentos               |
| 52   | 52    | ¿Te Acuerdas?               | ¿Recuerdas Cuándo...?      | Remember When...         | É Lembrado                     |

##### Especiales
Esta temporada cuenta con 3 especiales de diversas índoles. El primero es "Pocoyó y el Circo Espacial" que nació como una propuesta para una película de Pocoyó, pero que al final se quedó solo en un especial de 25 minutos de duración, aunque si terminó llegando a las salas de cine en 2008, fue la primera producción de Pocoyó dirigida en su totalidad por Alfonso Rodríguez y fue escrita por Ken Scarborough y Raye Lankford.
El Segundo Especial es "El Show de Pocoyó" el fue realizado exclusivamente para la televisión española y fue lanzado a finales del 2008. Fue escrito principalmente por Alfonso Rodríguez y contó con el estreno oficial de "Pocoyó y el Circo Espacial" en televisión. Finalmente el último especial sería "La Gran Fiesta de Pocoyó", también escrito por Alfonso Rodríguez, que es una adaptación del álbum musical del mismo nombre, aunque con nuevos segmentos que conectan las diversas canciones.
| N.º | Año  | Español                    | Inglés                      |
| --- | ---- | -------------------------- | --------------------------- |
| 1   | 2008 | Pocoyó y el Circo Espacial | Pocoyo and the Space Circus |
| 2   | 2008 | El Show de Pocoyó          | S/N                         |
| 3   | 2009 | La Gran Fiesta de Pocoyó   | Pocoyo's Big Party          |

### Tercera Temporada (Let's Go Pocoyo!) (2010 - 2016)
La tercera temporada de Pocoyó se compone de 52 capítulos regulares de unos 7 minutos cada uno y 6 especiales de una duración mayor a 20 minutos. Fue producida durante el 2008 y 2009. En esta ocasión sería producida en su totalidad por Zinkia Entertainment.
| Ficha Técnica         | Ficha Técnica                                                     |
| --------------------- | ----------------------------------------------------------------- |
| Creador Original      | Guillermo García David Cantolla Luis Gallego                      |
| Productor             | José María Castillejo                                             |
| Productor Ejecutivo   | Fernando de Miguel Zacarías de Santiago                           |
| Director              | Alfonso Rodríguez Alberto Rodríguez Carlos Pérez Francesc Montalt |
| Director de Animación | Álex Hidalgo Rafa Martín                                          |
| Animatic y Storyboard | Carlos Pérez                                                      |
| Director Técnico      | Jaime Bescansa                                                    |
| Historia              | Alfonso Rodríguez                                                 |
| Guion                 | Ken Scarborough Raye Lankford                                     |
| Sonido                | Daniel Heredero Nahum García José A. Abellán                      |
| Música                | Daniel Heredero Nahum García                                      |

En esta ocasión, Alfonso Rodríguez sería el director principal de la temporada, aunque contaría con la ayuda ocasional de Alberto Rodríguez, Carlos Pérez y Francesc Montalt. También Alfonso Rodríguez pasaría a convertirse en el director por defecto en cualquier otra producción de Pocoyó en este tiempo, dirigiendo diversos cortos y especiales.
Ken Scarborough y Raye Lankford volverían como únicos guionistas de la temporada, coescribiendo todos los 52 episodios regulares. Siendo hasta ahora la temporada con menos guionistas de todo el show. Alfonso Rodríguez se encargaría de escribir todos los especiales de esta era, así como casi cualquier otro proyecto de la serie como videojuegos o cortos.
Daniel Heredero y Nahum García mantendrían su posición como compositores de la serie, tanto del OST del show como de las diversas canciones que serían creadas exclusivamente para el show. Así mismo trabajarían en la musicalización de los diversos videojuegos de la serie.
Let's Go Pocoyó! fue estrenada a finales del 2010, inicialmente exclusiva de RTV en España. Fue realizada con el propósito inicial de enseñar inglés a los niños pequeños, por lo que se estrenó en España completamente en inglés. Posteriormente se doblaría a distintos idiomas, incluido el Castellano, para incluir y para servir como los primeros pasos del habla en niños. Fue estrenada el 30 de octubre de 2010 en España, formando parte de la serie derivada Mundo Pocoyó.
Esta temporada se distingue del resto por su formato, pues los episodios se encontrarían divididos en varias secciones, teniendo una historia central sencilla en las que Pocoyó y sus amigos viven su aventura aprendiendo siempre algo al final. Para reforzar la parte educativa, además de la historia, en los episodios hay unas secciones en las que se hace hincapié en palabras que han aparecido en la historia o en cosas como por ejemplo los colores, los números, los animales o las formas. Estos departamentos se intercalan con la historia de una forma dinámica y divertida. Para terminar los episodios, un clip musical servirá de repaso de las palabras más importantes que han aparecido en el mismo. Canciones que supondrán un viaje musical ya que se representarán muchos estilos diferentes. Desde el rock a la ópera, pasando por géneros como el country, la música electrónica o el funk.
Let's Go Pocoyó! es la temporada regular de la Temporada 3 como un todo.  

#### Let's Go Pocoyo! [52x7]
| N.º | Español                       | Inglés                  |
| --- | ----------------------------- | ----------------------- |
| 1   | La Banda de Pocoyó            | Pocoyo's Band           |
| 2   | Pícnic                        | Picnic                  |
| 3   | La Ducha de Pato              | Pato's Shower           |
| 4   | El Jardín                     | The Garden              |
| 5   | Pato Cartero                  | Pato the Postman        |
| 6   | Colores                       | Colours                 |
| 7   | Preparados, Listos, ¡ya!      | Ready, steady, go!      |
| 8   | Vamos de Camping              | Camping                 |
| 9   | Misión Espacial               | Space mission           |
| 10  | El Viaje de Pato              | Travel with Pato        |
| 11  | Hora de Jugar                 | Playtime                |
| 12  | Tenis Para Todos              | Tennis for everyone     |
| 13  | Jugando al Escondite          | Hide & Seek             |
| 14  | La Fiesta de Cumpleaños       | Party time              |
| 15  | Sobre Ruedas                  | Wheels                  |
| 16  | El Baño de Elly               | Elly's Bath             |
| 17  | La Gran Torre                 | The Amazing Tower       |
| 18  | Los Juguetes Nuevos de Pocoyó | Pocoyo's New Toys       |
| 19  | El Baño de Loula              | Bathing Loula           |
| 20  | El Mago Pocoyó                | Magic Fingers           |
| 21  | Cocinando con Elly            | Cooking With Elly       |
| 22  | El Mercado                    | Elly's Market           |
| 23  | Hora de Dormir                | Pato's Bedtime          |
| 24  | Hoyo en uno                   | A Hole in One           |
| 25  | La Cámara de Pocoyó           | Pocoyo's Camera         |
| 26  | Pintando con Pocoyó           | Painting with Pocoyo    |
| 27  | Jugando a los Disfraces       | Playing Dress Up        |
| 28  | La Caja Mágica                | Magic Box               |
| 29  | El Restaurante de Pocoyó      | Pocoyo's Restaurant     |
| 30  | ¡Despierta, Pocoyó!           | Wake Up, Pocoyo!        |
| 31  | Piratas                       | Ahoy, Pocoyo!           |
| 32  | El Ordenador de Elly          | Elly's computer         |
| 33  | Vamos a la Playa              | Going to the Beach      |
| 34  | Grande y Pequeño              | Big and Small           |
| 35  | Pintando Caras                | Face Painting           |
| 36  | El Supermercado de Pocoyó     | Supermarket             |
| 37  | La Casita de Elly             | Elly's Playhouse        |
| 38  | Teatro de Marionetas          | Pocoyo's Puppet Theater |
| 39  | Arriba y Abajo                | Up and Down             |
| 40  | El Desayuno de Pocoyó         | Pocoyo's Breakfast      |
| 41  | Tráfico                       | Traffic jam             |
| 42  | El Salón de Pato              | Pato's Living Room      |
| 43  | En el Cine                    | Cinema                  |
| 44  | La Muñeca Nueva de Elly       | Elly's New Doll         |
| 45  | Circo                         | Circus                  |
| 46  | La Habitación Perfecta        | The Best Bedroom        |
| 47  | Pocoyó va a la escuela        | Pocoyo Goes to School   |
| 48  | Arte                          | Art                     |
| 49  | Reciclando con Pocoyó         | Pocoyo Recycles         |
| 50  | En la Huerta                  | Down on the Farm        |
| 51  | La Enfermera Elly             | Nurse Elly              |
| 52  | Vamos de pesca                | Fishing with Pocoyo     |

##### Especiales
En esta ocasión fueron realizados 5 especiales largos de más de 20 minutos y un episodio especial corto de 7 minutos. Algunos de estos especiales fueron lanzados originalmente exclusivos para Youtube. Salvo el primer especial "Pocoyó Games 2012" el resto de especiales son compilaciones de episodios pasados de Pocoyó, conectados mediante nuevos segmentos creados específicamente para el especial de turno. También cuentan con secuencias de Intros y Endings únicas para cada especial. A partir de esta temporada comienza la tradición de realizar especiales para diversas festividades importantes cada año, como la Pascua o el Halloween.
El primer especial fue Pocoyó Games 2012, que fue realizado como parte de una promoción para los Juegos Olímpicos de Londres de 2012. Es una compilación de sketches relacionados con diversas disciplinas de los Juegos Olímpicos.
| N.º | Año  | Español                  | Inglés                     |
| --- | ---- | ------------------------ | -------------------------- |
| 1   | 2012 | Pocoyó Games 2012        | Pocoyo Games 2012          |
| 2   | 2014 | Pelis de Terror          | Spooky Movies              |
| 3   | 2015 | Pocoyó Carnaval Especial | Pocoyo Celebrates Carnival |
| 4   | 2015 | Pocoyó & Cars            | Pocoyo & Cars              |
| 5   | 2015 | Halloween Espacial       | Space Halloween            |
| 6   | 2016 | Pocoyó Games 2016        | Pocoyo Games 2016          |

### Cuarta Temporada (2016 - 2024)
La cuarta temporada es un caso bastante particular, pues se encuentra dividida en tres bloques grandes de producción diferentes, además de ser la temporada de la serie que más tiempo estuvo al aire, estando 8 años en emisión, desde finales del 2016 hasta mediados del 2024.
La que es conocida coloquialmente como Cuarta Temporada Parte I, que fue transmitida desde finales del 2016 hasta finales del 2019. Los primeros 26 capítulos de esta primera parte, junto con diversos especiales, fueron lanzados desde finales del 2016 hasta finales del 2019, originalmente exclusivos del canal oficial de Pocoyó en YouTube.Posteriormente y debido al éxito con el que contaron estos primeros 26 episodios, se empezó a mediados del 2019 la producción de 26 episodios más, con el fin de completar la cuarta temporada.
A esta nueva tanda de episodios y especiales se la denominó coloquialmente como Cuarta Temporada Parte II, la principal forma de diferenciar a esta temporada, es que a partir de esta, Zinkia entraría en una asociación con el estudio de animación Koyi Talent, para la producción de todos los nuevos episodios. La temporada empezó su emisión en 2020, con el lanzamiento de varios especiales para YouTube, seguido de la segunda tanda de 27 episodios, que se empezó a emitir de manera exclusiva en el canal infantil español, Clan RTVE, durante el 2021. Finalmente se emitieron el resto de especiales restantes durante el 2022 como exclusivos del canal de YouTube de Pocoyó. 
Debido a los buenos números que tuvieron los especiales de la temporada 4, tanto parte I y parte II, y como forma de mantener la serie activa en lo que se terminaba de producir la temporada 5, se creó un nuevo bloque de producción durante el 2021 para cumplir estos propósitos. Denominada coloquialmente como la Temporada 4 Extendida, este bloque de episodios actualmente solo contiene especiales, que comenzaron a ser emitidos a finales del 2022 y que se terminaron de emitir a mediados del 2024, siendo todos los episodios exclusivos para YouTube.
En síntesis la cuarta temporada está compuesta por 53 capítulos regulares, de una duración aproximada de 7 minutos cada uno y 56 episodios especiales, 8 de una duración mayor a 7 minutos y 47 de una duración estándar de 7 minutos.

#### Cuarta Temporada Parte I (2016 - 2019)
La cuarta temporada parte I se compone de 26 capítulos regulares, y 14 episodios especiales. Estuvo en producción entre el 2015 y 2016, durante alrededor de 14 meses. Esta primera parte fue nuevamente producida en su totalidad por Zinkia Entertainment.
| Ficha Técnica           | Ficha Técnica                                                             |
| ----------------------- | ------------------------------------------------------------------------- |
| Creador Original        | Guillermo García David Cantolla Luis Gallego                              |
| Productor               | Belli Ramírez                                                             |
| Director                | Álex Hidalgo                                                              |
| Director de Arte        | Mar Quintana                                                              |
| Supervisor de Animación | Nacho Peña                                                                |
| Animatic y Storyboard   | Rubén García Sebastián Hary                                               |
| Director Técnico        | Izar Urcelay                                                              |
| Historia                | Álex Hidalgo                                                              |
| Guion                   | Mike de Seve Joe Vitale Dave Benjoya Aron Dunn Jymn Magon Michael Dobkins |
| Sonido                  | Daniel Heredero Mario A. Morellón                                         |
| Música                  | Daniel Heredero                                                           |

En esta ocasión, Álex Hidalgo se haría cargo de la Dirección de la serie para la realización de los 26 episodios regulares de la temporada, aunque contaría con la ayuda ocasional de Rubén García. Alfonso Rodríguez en cambio, se encargaría de la dirección de los diversos episodios especiales, dirigiéndolos completamente en solitario.
Para esta nueva temporada se contaría con un nuevo grupo de guionistas exclusivos para los 26 episodios regulares. Mike de Seve fue elegido como escritor principal del grupo de guionistas conformado por Joe Vitale, Dave Benjoya, Aron Dunn, Jymn Magon y Michael Dobkins. En esta ocasión Alfonso Rodríguez se encargaría de escribir todos los especiales del 2016 hasta el 2018, siendo que en 2019 entrarían como escritores Leyre Medrano y Carlos Bleycher: Leyre Medrano se convertiría en la escritora principal en este tiempo.
Daniel Heredero retomaría una vez más como compositor de la serie. Componiendo el OST tanto para los episodios regulares, como para los especiales, también seguiría escribiendo y componiendo canciones para la serie. A partir del 2019 su trabajo aumentaría al pasar a escribir diversas canciones de Pocoyó para el nuevo proyecto de Zinkia, Canciones Infantiles de Pocoyó, que desde el 2019 no ha dejado de sacar nuevas canciones cada año.
La animación tendría un cambio algo notorio en esta temporada, pues Zinkia dejaría de usar Softimage XSI para la animación, y en cambió pasaría a utilizar Autodesk Maya, por lo que se crearon nuevos modelos para los personajes. La animación también experimentaría un notable salto de calidad, pues si bien en cuanto expresividad y fluidez no habría una gran mejora con respecto a la temporada pasada, si que se tendrían un mayor uso de fondos, paisajes y en general nuevas locaciones para darle más vida a los escenarios, sin mencionar diversos efectos especiales y de iluminación que hacen a esta temporada una de las más agradables a nivel visual. Aún con esas mejoras, siguen existiendo episodios con el clásico fondo blanco de toda la vida.
Esta temporada se caracteriza por tener un ritmo más lento que las dos temporadas anteriores, siendo más similar al de la primera temporada, teniendo un menor uso de la comedia física, y centrándose más en los personajes viviendo pequeñas aventuras en cada episodio. En si se podría considerar que tiene un tono más suave, pues las características primordiales del show siguen ahí, simplemente toman un rol más secundario. Se hace un énfasis marcado en crear una atmósfera agradable y acogedora, tanto con el uso de la música, como con los nuevos paisajes y fondos que complementan muy bien el tono de las escenas. Entre los nuevos personajes introducidos en esta temporada, destaca Nina, una pequeña niña que aparece repentinamente en el episodio 9 (o 6 en el antiguo orden) y que rápidamente se convertiría en un favorito de los espectadores, volviéndose parte del elenco clásico junto a Loula, Pajaroto, Pajarito, Valentina y Pulpo. Otro favorito que sería introducido al final de la temporada es Yanko, un amistoso yeti que sería introducido en el especial de Navidad del 2019 "Un Invitado Especial" y que al igual que Nina, se volvería un personaje recurrente en posteriores temporadas. En resumen, una temporada simple y bonita, pero con una gran calidad puesta detrás. 
| N° P | N.º E | Español                            | Inglés                      |
| ---- | ----- | ---------------------------------- | --------------------------- |
| 1    | 1     | Vacaciones                         | Holidays                    |
| 2    | 2     | El Árbol de Navidad                | Christmas Tree              |
| 4    | 3     | Montando el Pollo                  | Chicks Dig Me               |
| 5    | 4     | Pato al Aparato                    | Call Me                     |
| 7    | 5     | Porquería en la Tubería            | Muck Struck                 |
| 9    | 6     | Nina                               | Pocoyo Meets Nina           |
| 8    | 7     | Cortocircuito                      | Hack Attack                 |
| 3    | 8     | El Agujero Negro                   | Hole Lotta Trouble          |
| 13   | 9     | Puntazo                            | Great Shot!                 |
| 11   | 10    | Rasca y Baila                      | Disco Fleaver               |
| 10   | 11    | La Casa de los Colores             | House of Colors             |
| 19   | 12    | Acampada de Verano                 | Summer Hike                 |
| 12   | 13    | La Tarta de Fresibayas             | Bumbleberry Surprise        |
| 25   | 14    | ¿Cuándo Llegamos?                  | Are we there yet?           |
| 16   | 15    | Atrapados por los Turistas         | Tourist Tapped              |
| 14   | 16    | Regreso al Pasado                  | Time After Time Before Time |
| 22   | 17    | El Pequeño Parque de Atracciones   | Tiny Fun Park               |
| 21   | 18    | Historias de Halloween             | Halloween Tales             |
| 20   | 19    | La Banda de Rock                   | Rock Is A Hard Place        |
| 6    | 20    | El Marciano Furioso Ataca de Nuevo | Angry Alien Strikes Back    |
| 15   | 21    | Palabras Mágicas                   | Magic Words                 |
| 18   | 22    | El Guardián de Sueño               | Sleep Guard                 |
| 26   | 23    | ¡Qué Empiece la Partida!           | Insert Coin                 |
| 23   | 24    | El Cartero Espacial                | Space Postal Service        |
| 24   | 25    | Un Cuento de Navidad Marciano      | An Alien Christmas Carol    |
| 17   | 26    | Sígueme el Ritmo                   | Dance off part two          |

##### Especiales
Esta temporada contó con 14 especiales repartidos a lo largo de 3 años. Los primeros 8, dirigidos y escritos por Alfonso Rodríguez. Son similares en forma a los especiales de la tercera temporada, en que son una recopilación de episodios antiguos con un tema central que los une, aunque en esta ocasión contendrían un episodio completamente nuevo al inicio del especial, estos episodios tienen de mayoría una duración superior a los 7 minutos. Se caracterizan por ser más ambiciosos técnicamente, pues cuentan con mayor apartado visual, como una casa embrujada, un cuartel submarino o una hogareña cabaña del bosque. También cuentan con un trabajo de sombreado e iluminación más detallado y complejo. Poseen de igual manera intros y endings únicos, así como con transiciones y cartas de título personalizadas a la ocasión. 
A partir del 2019, todos los especiales pasarían a tener una duración normal de 7 minutos, y serían escritos por Leyre Medrano y Carlos Bleycher, con la ayuda ocasional de Alfonso Rodríguez. Ahora los especiales serían más sencillos y similares a los episodios normales de toda la vida. Dejarían de tener una intro y ending única, pues todos pasarían a tener la misma intro y en algunas ocasiones serían lanzados en solitario, en vez de ser parte de una recopilación.
| No° | Año                         | Español                                     | Inglés                                              |
| --- | --------------------------- | ------------------------------------------- | --------------------------------------------------- |
| 1   | Halloween 2016              | Inventos Locos                              | Pocoyo Crazy Inventions                             |
| 2   | Pascua 2017                 | La Caza de Pascua                           | Pocoyo Easter Eggs                                  |
| 3   | Halloween 2017              | El Espectáculo Terrorífico de Pocoyó y Nina | Pocoyo and Nina's Terror Show                       |
| 4   | Navidad 2017                | El Cuento de Navidad de Pocoyó              | Pocoyo's Christmas Carol                            |
| 5   | Pascua 2018                 | La Pascua de Nina                           | Nina's Easter Day                                   |
| 6   | Copa Mundial de Fútbol 2018 | El Gran Partido de Fútbol                   | The Big Soccer Match                                |
| 7   | Super Héroes 2018           | La Liga de los Súper Amigos Extraordinarios | Pocoyo and the League of Extraordinary Superfriends |
| 8   | Halloween 2018              | La Casa Del Terror                          | Pocoyo and the Haunted House                        |
| 9   | Acción de Gracias 2018      | Too Thanks Too Furious                      | You are welcome for Thanksgiving                    |
| 10  | Navidad 2018                | Un Invitado Especial                        | A very Special Guest                                |
| 11  | Pascua 2019                 | El Conejo de Pascua                         | The Easter Rabbit                                   |
| 12  | Verano 2019                 | Vacaciones Epaciales                        | Space Holidays                                      |
| 13  | Ciclo Escolar 2019          | Vuelta al Cole                              | Back to School                                      |
| 14  | Halloween 2019              | La Poción de Halloween                      | Halloween Potion                                    |
| 15  | Navidad 2019                | Una Conquista Helada                        | World Domination On Ice                             |

#### Cuarta Temporada Parte II (2020 - 2022)
La cuarta temporada Parte 2 se encuentra divida en dos mini bloques de producción, uno largo conocido como "Pocoyo 2020 AIE" y otro más corto de nombre "Pocoyo Temporada 2021 AIE", sin bien en teoría son producciones distintas, en la práctica los equipos de producción son los mismos en ambos bloques. El bloque "Pocoyo 2020 AIE" se compone de 26 episodios regulares y 10 especiales, mientras que el bloque "Pocoyo Temporada 2021 AIE" contiene solo un episodio regular, que es "La Isla Dragón", y un total de 15 especiales normales de 7 minutos. En total la cuarta temporada parte 2 se compone de 27 episodios regulares de aproximadamente 7 minutos de duración cada uno, 25 especiales de 7 minutos cada uno. En esta ocasión, estos bloques serían producidos por Zinkia Entertainment en asociación con KOYI Talent, relación que llevaría que a finales del 2021 Zinkia Entertainment comprara a KOYI Talent. 
| Ficha Técnica           | Ficha Técnica                                                          |
| ----------------------- | ---------------------------------------------------------------------- |
| Creador Original        | Guillermo García David Cantolla Luis Gallego                           |
| Productor               | Miguel Valladares Alberto Delgado                                      |
| Productor Ejecutivo     | Víctor López [Zinkia] Irene Rodríguez [Koyi]                           |
| Director                | Alfonso Rodríguez                                                      |
| Director de Arte        | Estella Bascuñán Yanco Apestiga                                        |
| Director de Animación   | Héctor Crespo                                                          |
| Supervisor de Animación | Álex Hidalgo [Zinkia] Jimena Barrera [Koyi]                            |
| Animatic y Storyboard   | Rubén García Fede Pérez Javi Peces Niclas Treinen                      |
| Director Técnico        | Luis Armengol                                                          |
| Guion                   | Leyre Medrano Carlos Bleycher Lina Fonti Tim Bain Tatiana Chisleanschi |
| Sonido                  | Mario A. Morellón                                                      |
| Música                  | Daniel Heredero                                                        |

Y Para esta ocasión Alfonso Rodríguez retomaría su posición como director de la serie, tanto para los episodios regulares, como para los especiales. En esta ocasión no contribuiría en la escritura de la temporada, centrándose únicamente en la dirección de la misma. 
Leyre Medrano (Guionista en Jefe) y Carlos Bleycher retomarían su rol como escritores para toda la temporada. Para el bloque "Pocoyo 2020 AIE" se unirían temporalmente al equipo Lina Fonti y Tim Bain, pues para el bloque "Pocoyo Temporada 2021 AIE" entraría Tatiana Chisleanschi, quedando solo estos 3 como escritores de la serie. 
Daniel Heredero retomaría de nueva cuenta como compositor de la serie, y de nueva cuenta tanto para la serie como para las canciones infantiles, incluido videojuegos y apps. 
La animación correría principalmente por parte de KOYI Talent, con una pequeña ayuda de Zinkia, esto causaría algunas inconsistencias importantes en la animación, pues algunos assets y modelos serían cambiados, y la fluidez y expresividad de la animación variaría de episodio a episodio, habiendo algunos episodios con una excelente calidad y otros que dejan algo que desear. En cuanto a lo técnico, es una temporada más simple visualmente, que a diferencia de la parte 1, rara vez ve a los personajes explorar nuevos entornos, estando mayormente ambientada en el fondo blanco clásico de toda la vida. Una excepción a esto es el episodio "La Isla Dragón" que es un hito en cuanto animación para Pocoyó se refiere, pues es el primer episodio en ser grabado en un formato de imagen real, pues Pocoyó y compañía visitan el mundo real por primera vez en su historia. Este episodio consta de los personajes clásicos siendo insertados en escenas reales rodadas en las Islas Canarias, para esto se utilizaron modelos más detallados con iluminación foto realista para se integraran mejor en el ambiente real de las islas. 
La temporada como un todo se siente más en línea con la temporada 2 más que con la primera parte de esta. Pues su ritmo es más acelerado, el humor visual vuelve a predominar, no al grado de la temporada 2, pero se nota un intento de volver a lo básico. Pues ahora las tramas son más similares a lo visto en la temporada 2 y 3, con un enfoque en situaciones cotidianas que se ven intensificadas por el choque de las personalidades del elenco clásico. Aunque no deja fuera al tono más aventurero de la temporada 1 y 4 parte 1, pues aún hay varios episodios donde los personajes se embarcan en asombrosas aventuras por toda clase de lugares, principalmente en los especiales del bloque "Pocoyo Temporada 2021 AIE". En cuanto a personajes nuevos se refiere, realmente no hay adiciones interesantes en esta temporada, pues la temporada se centra más en explorar a personajes introducidos en la primera parte como Nina, Yanko y los Hermanos Chihuahua. En resumen una temporada bastante caótica de inicio a fin.  
| N.º | Español                | Inglés                      |
| --- | ---------------------- | --------------------------- |
| 27  | La Gran Final          | The Grand Finale            |
| 28  | Pato Aceitoso          | Slippery Pato               |
| 29  | La Dino Caja           | The Dino Box                |
| 30  | Al Abordaje            | Pirates                     |
| 31  | El Perfume Rosa        | The Pink Perfume            |
| 32  | Pocoyó Robot           | Robot Pocoyo                |
| 33  | El Móvil de Pato       | Pato's Phone                |
| 34  | Fiesta de Disfraces    | Fancy Dress Party           |
| 35  | Strike!                | Strike!                     |
| 36  | A Ordenar              | Let's Tidy Up!              |
| 37  | El Globo               | The Balloon                 |
| 38  | El Juego del Silencio  | The Silence Challenge       |
| 39  | Roberto Ultraprotector | Overprotective Roberto      |
| 40  | El Coche de Pocoyó     | Pocoyo's Car                |
| 41  | Inventos               | Inventions                  |
| 42  | Mi Héroe               | My Hero                     |
| 43  | El Rescate             | The Rescue                  |
| 44  | El Amigo de Pocoyó     | Pocoyo's Friend             |
| 45  | El Pícnic de Elly      | Elly's Picnic               |
| 46  | Nina Descubre el Mundo | Nina Discovers the World    |
| 47  | El Mando               | The Remote Control          |
| 48  | La Raqueta             | The Tennis Racket           |
| 49  | Nina Adiestra a Loula  | Nina The Dog Trainer        |
| 50  | Día de Bromas          | Prank Day                   |
| 51  | No Puedo Dormir        | I Don't Want To Go To Sleep |
| 52  | Juegos de Invierno     | Winter Games                |
| 53  | La Isla Dragón         | Dragon Island               |

##### Episodios Especiales
Esta temporada cuenta con 25 especiales de 7 minutos de duración cada uno. Fueron dirigidos en su totalidad por Alfonso Rodríguez y escritos por Leyre Medrano, Carlos Bleycher, Lina Fonti, Tim Bain y Tatiana Chisleanschi. En cuanto a forma, es muy similar a los especiales del 2019, siendo prácticamente idénticos salvo la diferencia de que estos fueron producidos entre Zinkia y KOYI. Otra peculiaridad es que ahora hay tanto especiales exclusivos para Youtube como exclusivos para televisión. 
| n.º | Especial                    | Español                               | Inglés                        |
| --- | --------------------------- | ------------------------------------- | ----------------------------- |
| 15  | Pascua 2020                 | El Huevo de Valentina                 | Caterpillar's egg             |
| 16  | Especial 2020               | Dinosaurios                           | Dinosaurs                     |
| 17  | Carreras 2020               | Fórmula Pato                          | Fórmula Pato                  |
| 18  | Especial 2020               | El Cuento                             | The Colouring Book            |
| 19  | Musical 2020                | La Fiesta de la Orquesta Pelota       | The Ball Orquestra's Party    |
| 20  | Halloween 2020 I            | El Reflejo                            | The Reflection                |
| 21  | Halloween 2020 II           | La Varita Mágica                      | Elly's Magic Wand             |
| 22  | Navidad 2020 I              | Navidad Lejos de Casa                 | Christmas far from Home       |
| 23  | Navidad 2020 II             | Navidad Espacial                      | Space Christmas               |
| 24  | Pascua 2021                 | La Sorpresa de los Huevos de Pascua   | Easter Eggs Surprise          |
| 25  | Videojuegos 2021            | La Fiesta del Videojuego              | The Videogame Party           |
| 26  | Especial 2021               | La Búsqueda del Tesoro                | The Treasure Hunt             |
| 27  | Juegos Olímpicos 2020       | Los Juegos Deportivos de Mundo Pocoyó | Pocoyo’s World Sports Games   |
| 28  | Ciclo Escolar 2021          | El Primer Día de Yanko                | Yanko's First Day             |
| 29  | Copa Mundial de Fútbol 2021 | El Gran Partido                       | The Big Match                 |
| 30  | Halloween 2021 I            | Un Halloween Muy Marciano             | Angry Alien’s First Halloween |
| 31  | Halloween 2021 II           | El Susto de Pocoyó                    | Pocoyo's Scary Halloween      |
| 32  | Día de Muertos 2021         | Día de Muertos                        | The Day of the Dead           |
| 33  | Navidad 2021 I              | Navidad... ¿En la playa?              | Christmas… At the beach?      |
| 34  | Navidad 2021 II             | El Árbol de Navidad                   | The Christmas Tree            |
| 35  | Día del Mago 2022           | La Chistera                           | The Top Hat                   |
| 36  | Especial 2022               | El Botón que Cambia el Universo       | The Universe-Changing Remote  |
| 37  | Especial 2022               | ¿Qué es una Vaca?                     | What is a Cow?                |
| 38  | Especial 2022               | Pasajeros al Tren                     | All Aboard the Train          |
| 39  | Especial 2022               | Una Aventura Vikinga                  | A Viking Adventure            |

#### Cuarta Temporada Parte II Extendida (2022 - 2024)
La Cuarta Temporada Extendida se encuentra compuesta por episodios creados bajo los bloques de producción "Pocoyó 2022 AIE" y "Pocoyó 2023 AIE" que solo contiene episodios especiales destinados para plataformas digitales. Consta de 21 especiales cortos de 7 minutos cada uno. Siendo de nuevo producida por Zinkia Entertainment y KOYI Talent, ahora como un estudio de animación parte de Zinkia. 
| Ficha Técnica           | Ficha Técnica                                                    |
| ----------------------- | ---------------------------------------------------------------- |
| Creador Original        | Guillermo García David Cantolla Luis Gallego                     |
| Productor               | Miguel Valladares Alberto Delgado                                |
| Productor Ejecutivo     | Víctor López [Zinkia] Irene Rodríguez [Koyi]                     |
| Director                | Alfonso Rodríguez                                                |
| Asistente de Director   | Paulo Alfaya                                                     |
| Director de Arte        | Yanco Apestiga                                                   |
| Director de Animación   | Héctor Crespo                                                    |
| Supervisor de Animación | Álex Hidalgo Jimena Barrera Iban Aldama                          |
| Animatic y Storyboard   | Rubén García Fede Pérez Javi Peces Niclas Treinen David Frasquet |
| Artistas Conceptuales   | Stephy Coffey Rafa Mata Maya Castañeda                           |
| Director Técnico        | Luis Armengol                                                    |
| Guion                   | Dan Wicksman Nuria Wicksman Carlos Bleycher Tatiana Chisleanschi |
| Sonido                  | Mario A. Morellón Jorge Monroy                                   |
| Música                  | Daniel Heredero                                                  |

En este bloque no habría muchos cambios en cuanto al equipo de producción, siendo más una expansión del equipo que ya venía trabajando en los anteriores bloques, añadiendo muchos más animadores para cumplir con la cuota de episodios. El equipo aumentaría de tamaño casi el doble, siendo uno de los equipos más grandes que ha tenido Zinkia para desarrollar la serie.
Los únicos cambios interesantes ha mencionar en este bloque son la salida de Leyre Medrano del grupo de guionistas principal, entrando en su lugar la pareja de Dan y Nuria Wicksman, quienes se volverían los guionistas principales para esta nueva tanda de episodios. Carlos Bleycher y Tatiana Chisleanschi se mantendrían dentro del grupo de guionistas.
Este equipo serviría de base para la producción de la Temporada 5 que inicio producción poco después del fin de este bloque de episodios y con el que comparte gran parte del equipo creativo.

##### Episodios Especiales
Este bloque consta de un total de 21 episodios especiales cortos de 7 minutos cada uno. Siendo muy similares a los especiales de los anteriores bloques, aunque contando con tramas más locas y extravagantes.
| N.º | Especial                 | Español                    | Inglés                             |
| --- | ------------------------ | -------------------------- | ---------------------------------- |
| 40  | La Hora del Planeta 2022 | La Abeja                   | The Bee                            |
| 41  | Especial 2022            | Pato Bombero               | Fireman Pato                       |
| 42  | Especial 2022            | Zumos de Colores           | The Juices                         |
| 43  | Especial 2022            | El Unicornio               | The Unicorn                        |
| 44  | Halloween 2022           | La Máscara de Duende       | The Goblin's Mask                  |
| 45  | Día de Muertos 2022      | La Tita Fanti de Elly      | Elly's Auntie Phantie              |
| 46  | Navidad 2022             | Vigilancia Navideña        | Christmas Stakeout                 |
| 47  | Carreras 2023            | La Pequeña Gran Carrera    | The Big Little Race                |
| 48  | Pascua 2023              | Huevos de Pascua           | Egg-cellent Friends                |
| 49  | Especial 2023            | La Granja de Pocoyó        | Pocoyo's Farm                      |
| 50  | Especial 2023            | Un Cumpleaños Sorprendente | A Surprising Birthday              |
| 51  | Especial 2023            | ¿Otra Llave?               | Another Key?                       |
| 52  | Superhéroes 2023         | King Yeti                  | King Yeti                          |
| 53  | Especial 2023            | En Busca del Pato Perdido  | The Mystery of the Missing Pato    |
| 54  | Policías 2023            | La Ley del Silbato         | Pocoyó the Policeman               |
| 55  | Profesiones 2023         | ¿Qué Quieres ser de Mayor? | What will you be When you Grow Up? |
| 56  | Huevos y Colores 2024    | Los Colores Perdidos       | The Missing Colors                 |
| 57  | Verano 2024              | Aprende a Nadar            | Learning to Swim                   |
| 58  | Halloween 2024 I         | Un Hechizo Inesperado      | An Unexpected Spell                |
| 59  | Hallloween 2024 II       | Sopa de Monstruo           | Monster Soup                       |
| 60  | Navidad 2024             | Patonavidades              | Patochristmas                      |

### Quinta Temporada (2024 - presente)

#### Quinta Temporada Parte 1 (2024 - 2025)
La primera parte de la quinta temporada de Pocoyó comenzaría su emisión el 22 de julio del 2024, siendo exclusiva del canal americano Cartoonito y del servicio de streaming Max (servicio de streaming), siendo de esta manera un contenido exclusivo para el continente americano. La serie comenzaría con el lanzamiento de los primeros 13 episodios, aunque se ha confirmado que como anteriores temporadas, el número total de nuevos episodios en esta temporada será de 52. Fue desarrollada en esta ocasión por la empresa francesa Animaj en asociación con Zinkia y KOYI Talent. 
| No° | Español                 | Inglés                  |
| --- | ----------------------- | ----------------------- |
| 1   | El Brillo               | Shiny!                  |
| 2   | Solo de Trompeta        | Trumpet Solo            |
| 3   | Pastel de Paquidermo    | Pachyderm Cake          |
| 4   | Pato Piezas             | Pato Pieces             |
| 5   | El Rey de Ping Pong     | The King of Ping Pong   |
| 6   | Amigas Hormigas         | Ant Buddies             |
| 7   | El Cambio               | The Change-up           |
| 8   | Pinzas                  | Pincers!                |
| 9   | El Baile de Elly        | Elly's Dance            |
| 10  | El Bigote de Pocoyó     | Pocoyós Moustache       |
| 11  | Mi Turno                | My Turn                 |
| 12  | Risas Pegadizas         | Sticky Giggles          |
| 13  | Muñeco Pato             | The Pato Doll           |
| 14  | Pato detective          | Detective Pato          |
| 15  | Pocoyo Veterinario      | Pocoyo the Veterinarian |
| 16  | Hula Hoop               | Hula Hoop               |
| 17  | Un Mal Día              | A Bad Day               |
| 18  | Pequeñeces              | Crumbs                  |
| 19  | Vaya Suerte             | What Luck               |
| 20  | Pico Pato               | Little Lost Beak        |
| 21  | La Fama                 | Fame                    |
| 22  | El Nuevo Andar          | Walk This Way           |
| 23  | El Eco                  | Eco                     |
| 24  | ¡Atchis!                | Atchoo!                 |
| 25  | ¿Quién Está en la Caja? | Who's in the Box?       |
| 26  | Vaya Lío                | Hot Mess                |

#### Quinta Temporada Parte 2 (2025-presente)
Lanzada el 14 de julio del año 2024, la segunda parte de la Temporada 5 de Pocoyó sería un cambio total con respecto a todas las temporadas anteriores de la serie. Siendo producida en su totalidad por la empresa de animación francesa Animaj, esta nueva temporada presenta la incursión de un nuevo personaje protagónico, Bea, la simpatica y tierna hermana de Pocoyó, siendo un caso muy similar al de Nina en la Temporada 4. También contaría con un equipo de producción completamente nuevo, además de contar con el regreso de uno de los creadores de Pocoyó, Guillermo García Carsi, volviendo a su rol como director de la serie. Esta segunda tanda de episodios también marcaría el fin para muchos de los artistas y trabajadores veteranos de la serie, pues nombres como Alfonso Rodríguez, Daniel Heredero, Alejandro Hidalgo, Mireia Gispert, entre otros, dejarían la serie con el fin de buscar otros proyectos. De momento solo 10 episodios han sido lanzados de manera exclusiva en el servicio de streaming HBO Max para Latinoamérica. 
| No° | Español                             | Inglés                         |
| --- | ----------------------------------- | ------------------------------ |
| 27  | Aquí Está Bea                       | Here's Bea                     |
| 28  | Déjalo Rodar - Parte 1              | Let it Roll - Part 1           |
| 29  | Déjalo Rodar - Parte 2              | Let it Roll - Part 2           |
| 30  | El Narrador Todo Poderoso - Parte 1 | The Narrator Almighty - Part 1 |
| 31  | El Narrador Todo Poderoso - Parte 2 | The Narrator Almighty - Part 2 |
| 32  | El Perdonado - Parte 1              | The Forgiven - Part 1          |
| 33  | El Perdonado - Parte 2              | The Forgiven - Part 2          |
| 34  | ¡Qué Explosión!                     | What a Blast!                  |
| 35  | Llamada de Pato                     | Pato Call                      |
| 36  | El Pato Salvaje                     | The Wild Pato                  |

## Sintonía y Emisión
Pocoyó está dirigido fundamentalmente a niños de entre 1 y 4 años, con un grupo secundario de hasta 5 o 6 años, además de los padres y educadores. Pero lo cierto es que la audiencia de la serie está superando el nivel de edad del público objetivo para el que está concebida la serie, llegando incluso a calar entre las amas de casa.[cita requerida] Son ejemplos el canal estadounidense Cartoon Network, Pocoyó ha llegado a alcanzar entre las amas de casa con niños un cuota de pantalla del 12% de media, así como en Australia llegó alcanzar una cuota a audiencia incluso del 60%.[cita requerida]
El estreno de Pocoyó tuvo lugar en Estados Unidos, en Cartoon Network, el 7 de abril de 2006. Cartoon Network "Viernes" Bloque fue el canal que comisionó la serie desde un principio, renovando su apuesta para la segunda temporada de Pocoyó. El estreno de Pocoyó en España tuvo lugar el 9 de octubre de 2006 en La 2 de TVE, para apenas un mes después emitirse también en digital a través de Boomerang. Comenzó emitiéndose en ITV los martes y jueves, llegando a alcanzar una cuota a audiencia del 13% entre los niños de 4 y 15 años, para posteriormente emitirse todos los días de la semana. Por otro lado, el estreno en Latinoamérica tuvo lugar el 3 de febrero de 2008.
Actualmente se está emitiendo en los Estados Unidos (Cartoon Network), Australia (ABC), Nueva Zelanda (TVNZ), Canadá (Treehouse TV), Japón (Wowow), Alemania (Kika), Latinoamérica (Cartoonito), Costa Rica (Canal 7), Sudáfrica (MNET), Grecia (Alter Chanel), Asia (Disney Pan), Italia (Rai Sat), Portugal (RTP), Cuba (Multivision), FETV Canal 5 (Panamá) y España Clan (RTVE).

## Producción
Toda la producción se solía llevar a cabo en las oficinas de Zinkia en Madrid desde su concepción en 2003, hasta finales de 2018. En 2019, Zinkia entró en colaboración el estudio de animación KOYI Talent para la realización de múltiples productos animados de Pocoyó, entre los que se encuentran la Temporada 4 Parte 2 y diversos especiales para TV y YouTube, posteriormente, KOYI Talent sería comprada por Zinkia a finales de 2021, sirviendo como la principal animadora de Pocoyó durante la producción de la Temporada 4 Parte II y la Temporada 5. En 2023, Zinkia vendió la gran mayoría de derechos de la serie a la empresa francesa Animaj Investment, quien pasaría a convertirse en la dueña definitiva de la marca Pocoyó, así como dueña de todo su contenido audiovidual, videojuegos, libros, mercancía, etc. A inicios del 2024 se anunciaría el cierre del estudio KOYI Talent a causa de la venta de los derechos de la serie por parte de Zinkia, marcando así el fin de la participación de KOYI en la producción de la serie. 
Salvo la parte del guion, que se ha hecho la mayoría de las veces con guionistas estadounidenses, toda la producción es completamente española. El primer episodio se completó en enero de 2005, y desde entonces la popularidad de la serie no ha dejado de crecer a lo largo de los años. La serie está formada actualmente por 251 episodios, divididos en cuatro temporadas de 52 episodios de 7 minutos cada uno, 17 especiales cortos y 25 especiales largos. Todas las temporadas, están finalizadas en términos de producción. Siendo que la quinta temporada empezó producción durante 2022. Pocoyó ha sido vendida en más de 100 países. Destacan Estados Unidos, Reino Unido, Canadá, Australia, Nueva Zelanda, Sudáfrica, Corea, India, Grecia, Israel, Francia, Alemania, Italia, Portugal, Japón, España y en toda Latinoamérica. Sus principales mercados son España, Brasil, México y Estados Unidos.
Zinkia, a partir de la tercera temporada, se encarga de distribuir la serie de manera internacional, asegurándose así de que el doblaje y adaptación del material original se mantenga fiel a la versión Española. Granada Internacional se encargaba de distribuir la serie internacionalmente durante sus 2 primeras temporadas. A partir de 2023, Animaj sería la encarga de la distribución de la serie a nivel mundial gracias a la compra de los derechos de la marca ese mismo año.
Softimage fue el software utilizado en la animación de la serie durante las 3 primeras temporadas, gracias al cual se ha desarrollado un sorprendente estilo en 3D, que junto al sistema de iluminación global, se han conseguido personajes con una atractiva textura de aspecto suave. A partir de la cuarta Temporada, se cambió el software de animación a Autodesk Maya, el cual es el actual medio por el que se anima la serie.
Actualmente Animaj está desarrollando diversas inteligencias artificiales con el fin de mejorar y acelerar la producción de la serie, así como hacer que todo el proceso de creación de un episodio resulte más eficaz y sencillo para los animadores. Todo con el fin de entregar un producto de calidad en tiempos más cortos. Actualmente cuentan con su primer modelo de IA, el Animaj AI 1.0, creado específicamente para generar animaciones y modelos que se adapten a los modelos no humanos de la serie, así como el poder transferir animaciones con base humana a modelos de distintas proporciones con la menor cantidad de errores posible. 

## Doblaje Hispanoamericano
Discovery Networks mandó a doblar la serie a Colombia, en el estudio JN Global Productions y dirigido por Orlando Arenas. Este doblaje fue hecho exclusivamente para Discovery Kids y tuvo 156 episodios doblados en este estudio. Posteriormente, los estudios mexicanos The Dubbing House doblaron la serie nuevamente para la distribución fuera de Discovery Networks, únicamente se doblaron 104 episodios. Finalmente, el estudio venezolano Etcétera Group dobló la serie nuevamente para la distribución de Amazon Prime. Zinkia Entertainment se encargó de distribuir tanto el redoblaje mexicano como el doblaje venezolano de Amazon Prime.
Después de finalizada la temporada 3, el doblaje hispanoamericano de la serie estaría estancado. Pues solo se doblarían los proyectos importantes de la serie, dejando otros proyectos más pequeños, como canciones y cortos, sin doblar. Esto se mantendría así durante los siguientes años.
A partir de 2021, como forma de ampliar su presencia en Latinoamérica, y por la salida del canal infantil Cartoonito, la serie tendría un redoblaje de la Temporada 4 Parte 1, así como se empezarían a doblar diversos materiales anteriores, y la Temporada 4 Parte 2. Uno de los principales cambios que trajo este redoblaje, fue el cambio de nombre de algunos personajes a su versión original en España, siendo así como Oruga, Pájaro Bebé y Pájaro Dormilón pasarían a llamarse, Valentina, Pajarito y Pajaroto, respectivamente.

## Licencia y Comercialización
Actualmente, Pocoyó tiene como principales socios licenciatarios a Bandai (en Europa, Corea y Canadá), Big Picture (DVD Home Entertainment) y Planeta Timun-Mas entre otros. Zinkia se ha reservado la totalidad de los derechos pertenecientes al copyright.
Bandai (Máster Toy desde noviembre de 2004) trabajó conjuntamente con Zinkia desde el inicio de la producción, lo que permitió durante la fase de guion, incluir observaciones para potenciar la licencia de juguetes. En España, desde que se pusiesen a la venta los juguetes de Pocoyó durante las Navidades de 2006, Pocoyó registró en apenas 6 meses tres roturas de estocaje.
Big Picture puso a la venta el pasado 24 de abril de 2007 el DVD de Pocoyó, convirtiéndose en menos de un mes en el DVD más vendido de España. Está previsto lanzar 120.000 DVD (adquirir un DVD de Pocoyó se ha convertido también en un acto solidario, ya que al adquirir un DVD de Pocoyó estás colaborando con la Fundación Theodora, la Organización de Payasos Hospitalarios).
En cuanto a derechos editoriales de la serie, Zinkia tiene un acuerdo para su explotación con Planeta Timun-Mas, quién gestionará la licencia en España, Italia, Portugal y Latinoamérica y que viene a complementar el acuerdo con la editorial británica Random House, que tiene estos mismos derechos para el resto del mundo. En España se han vendido 40.000 ejemplares en 4 meses y se tiene pensado imprimir 228.000 libros de Pocoyó, con un total de 10 referencias distintas.

## Proyectos Derivados

### Mundo Pocoyó
Mundo Pocoyó es una serie derivada de la serie Pocoyó con una sola temporada de 52 episodios en la que Pocoyó, Pato y Elly ve distintos vídeos grabados por el narrador en el ordenador de Elly. Fue lanzada durante el 2010 poco tiempo después de la finalización de Let's Go Pocoyó! y tiene una duración aproximada de 25 minutos por episodio.
El elenco principal se compone de Pocoyó, Elly, Pato, Loula, Pajaroto, Pajarito, Valentina, Pulpo y  Alien Verde. Las opciones de los videos que se dan en cada episodio son:
- Cuadrado rojo: Capítulo de Pocoyó Clásico (Dos por Episodio)
- Cuadrado amarillo: Videoclip protagonizado por el elenco.
- Cuadrado azul: Lección de Súper Pocoyó
- Cuadrado morado: Episodio de Let's Go Pocoyó.

### Disco Pocoyó
Disco Pocoyó es una miniserie derivada de Pocoyó que se estrenó durante el 2014 mediante el canal oficial de Pocoyó en YouTube, en esta Pocoyó y sus amigos presentaban distintos clips musicales protagonizados por el elenco de Pocoyó. Tuvo un total de 17 episodios divididos en 2 temporadas, la primera de solo 4 episodios con una duración aproximada de 9 minutos y una segunda de 13 episodios de una duración aproximada de 6 minutos cada uno.
Los clips musicales consistían de canciones reutilizadas de diversos programas anteriores de Pocoyó, como del especial "La Gran Fiesta de Pocoyó" o de canciones de Let's Go Pocoyó!
Se pensaba sacar una tercera temporada con canciones completamente originales, pero esta idea fue desechada cuando en 2019 se abrió el canal de Canciones Infantiles de Pocoyó en YouTube, siendo este canal el lugar donde se subirían todas las nuevas canciones de Pocoyó y sus amigos.

### Yanko y Nina (Cancelado)
Era una futura serie derivada de Pocoyó que fue anunciada inicialmente mediante la página web de Zinkia, el 1 de junio de 2021.Posteriormente el 14 de julio del 2022 fue confirmado por parte de Zinkia que este spin off había sido cancelado en favor de convertir la idea en una serie completamente original e independiente del universo de Pocoyó, cambiando así su nombre a Yanco, Dina y los Dinosaurios.
Yanko y Nina sería una historia que tendría un giro divertido a las historias de piratas. Comedia, acción, enigmas y aventuras eran algunos de los ingredientes de una trama en la que los protagonistas buscarían un huevo de dinosaurio diferente en cada episodio, con el fin de llevarlo a Naab, un lugar donde estas criaturas nacerían y crecerían con seguridad.
Iba a estar dirigido a niños entre 5 y 7 años, cada episodio genera la interacción con los pequeños con una estrategia transmedia y recorre un lugar del mundo, lo que aporta a la producción con un enfoque internacional.

### Muchoyó
Es un proyecto creado por Jorge Martínez, con el objetivo de concienciar a la sociedad sobre la importancia de que se cumplan los derechos de la infancia, pero también de amplificar la voz de los propios niños, niñas y adolescentes, para que sean ellos y ellas quienes exijan, en primera persona, el cumplimiento de sus derechos, invitándoles a unirse a su propia revolución. Fue realizado por Zinkia en alianza de seis entidades, Aldeas Infantiles SOS, Educo, Plan International, Save the Children, UNICEF España y World Vision, en una alianza con el nombre de “The Children’s Revolution”. 
La manera de promover su mensaje, es mediante la realización de diversas campañas de concientización que empezaron con la salida una canción "Muchoyó", realizada por la joven rapera Nuria García en colaboración con el grupo de rap SFDK. Posteriormente sacarían un videoclip animado de la canción en los diversos canales oficiales de Pocoyó en Youtube, junto con la salida de una colección de camisetas protesta con el lema “YO SOY MUCHO”. Todos los fondos generados a través de la venta de camisetas y de la escucha de la escucha de la canción se destinarán a financiar proyectos de atención a la infancia de las seis organizaciones globales que participan. Por el momento es todo lo que ha salido referente al proyecto, aunque se han anunciado otras campañas para el futuro, como una colaboración con la empresa Montana Colors. 
La cara del movimiento es "Muchoyó" , una versión "crecida" de Pocoyó, creado para representar la crudeza y oscuridad que viven muchos niños y niñas en todo el mundo, a quienes el derecho a la infancia se les ha sido arrebatado. La génesis de Muchoyó se presenta en un videoclip animado del mismo nombre, con un lenguaje reivindicativo y rompedor, y una estética en blanco y negro muy diferente a la estética suave y colorida del clásico Pocoyó. En la pieza, el personaje emprende un viaje decidido por un mundo gris y oscuro, dominado por la injusticia y la falta de derechos, en el que se hacen referencias a algunas de las problemáticas que sufre su colectivo: la discriminación, el trabajo infantil, la violencia sexual y los conflictos bélicos. El proyecto actualmente se considera finalizado, pues cumplió con el propósito impuesto por Zinkia en su creación.

## Largometrajes y Películas

### Pocoyó y el Circo Espacial (2008)
Pocoyó y el circo espacial es el primer largometraje de la serie y en la acreditación el elenco lo protagonizan Pocoyó, Elly, Pato, Pajaroto, Valentina, Pajarito, Pulpo y los Hermanos Marcianos.
En Pocoyó y el circo espacial, el divertido mundo de Pocoyó se ve interrumpido por la repentina llegada de unos simpáticos extraterrestres. Pocoyó no tardará en descubrir que estos nuevos amigos, los Hermanos Marciano, son artistas de circo. Pocoyó y su pandilla disfrutarán de su primer día en el circo, pero todos deberán ponerse manos a la obra para ayudar a los Hermanos Marciano y asegurarse de que la función salga adelante.
Este proyecto nació en 2007 con la idea de realizar una película completa del personaje, la meta original era crear una cinta de 80 minutos de duración y con un apartado técnico que sacara a Pocoyó de su clásico fondo blanco, sin embargo el guion solo pudo ser estirado hasta los 25 minutos, lo cual llevó a que se reconsiderar el proyecto, quedando finalmente en un especial de 25 minutos y con una calidad técnica ligeramente superior a la de la serie normal. Finalmente el largometraje tendría un lanzamiento limitado en cines españoles durante 2008.
El largometraje fue retransmitido, junto a “El Invitado Revoltoso”, en el especial “El Show De Pocoyó” estrenado por La 1 de TVE el 21 de diciembre de 2008, posteriormente sería puesto en Internet en el canal oficial de Pocoyó en YouTube durante 2019. 
| Ficha Técnica         | Ficha Técnica                                                                   |
| --------------------- | ------------------------------------------------------------------------------- |
| Creador Original      | Guillermo García David Cantolla Luis Gallego                                    |
| Productor             | José María Castillejo                                                           |
| Productor Ejecutivo   | José María Castillejo María Doolan                                              |
| Director              | Alfonso Rodríguez                                                               |
| Director de Arte      | Pepe Sánchez                                                                    |
| Diseño 2D             | Rafael Martín                                                                   |
| Director de Animación | Alfonso Rodríguez                                                               |
| Storyboard            | Alfonso Rodríguez                                                               |
| Animadores            | Mirela Gispert Roberto Johns Rafael Martín Álex Hidalgo Pepe Sánchez Remi Hueso |
| Guion                 | Ken Scarborough Raye Lankford                                                   |
| Director Técnico      | Jaime Bescansa                                                                  |
| Sonido                | Daniel Heredero Nahum García                                                    |
| Música                | Daniel Heredero                                                                 |

### Pocoyó en Cines: Tu Primera Película (2018)
Fue la primera producción cinematográfica de Pocoyó y el segundo intento de crear una película completa del personaje. A pesar de lo que el nombre pueda indicar, más que una película, es una recopilación de episodios, especiales y largometrajes similar a los producidos para YouTube y TV, aunque diseñado para una experiencia en cines. 
Se compone de los siguientes materiales: El Largometraje "Pocoyó y la Liga de los Súper Amigos Extraordinarios", el episodio "Sobre Ruedas", el especial "Inventos Locos", el especial "La Caza de Pascua" y diversos cortos de Súper Pocoyó. En total la película dura 50 minutos y fue estrenada el 11 de mayo de 2018 en los cines de México, de la mano de Cinépolis, posteriormente se estrenaría en España el 23 de junio. Tuvo lanzamientos en más de 200 salas a lo largo de 12 países.
De entre todos estos contenidos, el más destacable es Pocoyó y la Liga de los Súper Amigos Extraordinarios, pues fue creado específicamente para la película, y es el segundo largometraje de Pocoyó creado para cines. En Pocoyó y la Liga de los Súper Amigos Extraordinarios, una nueva amenaza llega a desestabilizar la paz en Mundo Pocoyo, se trataría del Marciano Malhumorado, quien en esta ocasión contaría con la ayuda de un robot gigante para por fin lograr su meta de conquistar aquel pacífico mundo. Para defenderse de esta amenaza, Pulpo llamaría a la Liga de los Súper Amigos Extraordinarios, conformada por Pocoyó, Pato, Elly, Nina y Roberto, juntos tendrán que trabajar en equipo y superar sus miedos para derrotar al Marciano Malhumorado, y restaurar la paz del mundo de Pocoyó.
Recibió varias críticas negativas por parte del público, principalmente por su dudosa campaña publicitaría y su falta de contenido nuevo que justificara la salida al cine. Después de su salida de cines, la película sería estrenada en el canal de YouTube de Pocoyó el 26 de abril de 2019, donde se convertiría en uno de sus vídeos más vistos, superando las 100 millones de reproducciones.
| Ficha Técnica           | Ficha Técnica                                                                                  |
| ----------------------- | ---------------------------------------------------------------------------------------------- |
| Creador Original        | Guillermo García David Cantolla Luis Gallego                                                   |
| Productor               | Miguel Valladares                                                                              |
| Productor Ejecutivo     | Jonás Ojeda                                                                                    |
| Director                | Alfonso Rodríguez                                                                              |
| Director de Arte        | Pedro Bascón                                                                                   |
| Diseño 2D               | Pedro Bascón                                                                                   |
| Supervisor de Animación | Álex Hidalgo                                                                                   |
| Storyboard              | Alfonso Rodríguez                                                                              |
| Animadores              | Mireia Gispert Daniel de Castro Javier Guijarro Carmen González Sergio Priede Bernardo Donaire |
| Animador 2D             | Rubén García                                                                                   |
| Post y FX               | Eneko Elbira                                                                                   |
| Guion                   | Alfonso Rodríguez                                                                              |
| Sonido                  | Mario Morellón                                                                                 |
| Música                  | Daniel Heredero                                                                                |

## Canciones y Discos Musicales
Pocoyó cuenta con un amplio repertorio musical que se remonta desde 2008 con la salida de su primer disco y especial musical "¡Fiesta!" y "La Gran Fiesta de Pocoyó" respectivamente, desde entonces la creación de música infantil se ha vuelto una parte integra de la marca Pocoyó, tanto así que cuenta ya con un canal entero en YouTube dedicado exclusivamente a la subida de todo su contenido musical. Cuenta con múltiples discos y sencillos, tanto físicos como digitales, que han sido lanzados con los años, ya sea en forma de álbumes formales o simples videoclips subidos al canal oficial de Pocoyó en YouTube (hasta 2018, en 2019 crearon un canal exclusivo para la música infantil).
Daniel Heredero y Nahum García fueron los que se dedicaron inicialmente a componer las primeras canciones de la serie, principalmente durante la era clásica y "Let's Go Pocoyó!". Nahum García resaltó en este tiempo, pues también presto su voz para varias canciones, destacando "Ven a la Carrera" , que se convertiría en una de las canciones más populares del show. Posteriormente, Nahum García dejaría Zinkia durante el 2012, dejando solo a Daniel Heredero como principal compositor de nuevas canciones, trabajo que despeñaría con maestría durante los subsecuentes años hasta la actualidad.
Actualmente Pocoyó sigue lanzando nueva música, de la mano de Daniel Heredero y contando con la participación esporádica de otros artistas. 

### Era Clásica (2007 - 2009)
Contiene las primeras canciones que lanzó oficialmente Pocoyó, 13 en el disco "¡Fiesta!" y otras 4 que fueron lanzadas en distintos especiales y que se han vuelto clásicos con el paso del tiempo.
Fueron compuestas por Daniel Heredero y Nahum García. 

#### La Gran Fiesta de Pocoyó
| N.º    | Español                          | Inglés                          |
| ------ | -------------------------------- | ------------------------------- |
| 1      | Baila con Pocoyó                 | Dance with Pocoyó               |
| 2      | ¡Fiesta!                         | Big Party                       |
| 3      | La Canción de Pato               | Pato's song                     |
| 4      | Adivina, Adivinanza              | The Guessing Game               |
| 5      | ¡Ven a la Carrera!               | The Big Race                    |
| 6      | La Muñeca de Elly                | Elly’s Doll                     |
| 7      | El Cumpleaños de Elly            | Elly’s Birthday                 |
| 8      | Viaja con Pocoyó                 | Travel with Pocoyo              |
| 9      | Martzianyan Brot Tzirko Kantiko  | Martzianyan Brot Tzirko Kantiko |
| 10     | La Canción de Pulpo              | Fred’s Song                     |
| 11     | ¡Hasta Pronto Pocoyó!            | See You Soon, Pocoyo!           |
| 12     | Buenas Noches Pocoyó             | Good Night, Pocoyo              |
| 13     | ¡Bienvenidos al Mundo de Pocoyó! | Welcome to the World of Pocoyo! |
| Extras |                                  |                                 |
| 14     | Pocoyo Dance Club                | Pocoyo Dance Club               |
| 15     | Pocoyo Surf Dance                | Pocoyo Surf Dance               |
| 16     | Levantarse                       | Wake Up!                        |
| 17     | Irse a Domir                     | Go to Bed                       |

### Let's Go Pocoyó!(2010)
Cada episodio de Let's Go Pocoyó! cuenta con una canción original que comparte el nombre con el episodio en donde de presenta, en total existen 52 canciones de una duración aproximada de 1 minuto cada una. Fueron compuestas por Daniel Heredero y Nahum García. 
| N.º° | Español                       | Inglés                  |
| ---- | ----------------------------- | ----------------------- |
| 1    | La Banda de Pocoyó            | Pocoyo's Band           |
| 2    | La Merienda                   | Picnic                  |
| 3    | La Ducha de Pato              | Pato's shower           |
| 4    | El Jardín                     | The Garden              |
| 5    | Pato, el Cartero              | Pato the Postman        |
| 6    | Colores                       | Colours                 |
| 7    | Preparados, Listos, ¡ya!      | Ready, steady, GO!      |
| 8    | Vamos de Camping              | Camping                 |
| 9    | Misión Espacial               | Space Mission           |
| 10   | El Viaje de Pato              | Travel with Pato        |
| 11   | Hora de Jugar                 | Playtime                |
| 12   | Tenis Para Todos              | Tennis Everyone         |
| 13   | Jugando al Escondite          | Hide and Seek           |
| 14   | La Fiesta de Cumpleaños       | Party time              |
| 15   | Sobre Ruedas                  | Wheels                  |
| 16   | El Baño de Elly               | Elly's Bath             |
| 17   | La Gran Torre                 | The Amazing Tower       |
| 18   | Los Juguetes Nuevos de Pocoyó | Pocoyo's New Toys       |
| 19   | El Baño de Loula              | Bathing Loula           |
| 20   | El Mago Pocoyó                | Magic Fingers           |
| 21   | Cocinando con Elly            | Cooking With Elly       |
| 22   | El Mercado                    | Elly's Market           |
| 23   | Hora de Dormir                | Pato's Bedtime          |
| 24   | Hoyo en uno                   | A Hole in One           |
| 25   | La Cámara de Pocoyó           | Pocoyo's Camera         |
| 26   | Pintando con Pocoyó           | Painting with Pocoyo    |
| 27   | Jugando a los Disfraces       | Playing Dress Up        |
| 28   | La Caja Mágica                | Magic Box               |
| 29   | El Restaurante de Pocoyó      | Pocoyo's Restaurant     |
| 30   | ¡Despierta, Pocoyó!           | Wake Up, Pocoyo!        |
| 31   | Piratas                       | Ahoy, Pocoyo!           |
| 32   | El Ordenador de Elly          | Elly's computer         |
| 33   | Vamos a la Playa              | Going to the Beach      |
| 34   | Grande y Pequeño              | Big and Small           |
| 35   | Pintando Caras                | Face Painting           |
| 36   | El Supermercado de Pocoyó     | Pocoyo's Supermarket    |
| 37   | La Casita de Elly             | Elly's Playhouse        |
| 38   | Teatro de Marionetas          | Pocoyo's Puppet Theatre |
| 39   | Arriba y Abajo                | Up And Down             |
| 40   | El Desayuno de Pocoyó         | Pocoyo's Breakfast      |
| 41   | Tráfico                       | Traffic jam             |
| 42   | El Salón de Pato              | Pato's Living Room      |
| 43   | En el Cine                    | Cinema                  |
| 44   | La Muñeca Nueva de Elly       | Elly's New Doll         |
| 45   | Circo                         | Circus                  |
| 46   | La Habitación Perfecta        | The Best Bedroom        |
| 47   | Pocoyó va al Colegio          | Pocoyo Goes to School   |
| 48   | Arte                          | Art                     |
| 49   | Reciclando con Pocoyó         | Pocoyo Recycles         |
| 50   | En la Huerta                  | Down on the Farm        |
| 51   | La Enfermera Elly             | Nurse Elly              |
| 52   | Vamos de pesca                | Fishing with Pocoyo     |

### Era Soft (2011 - 2018)
Contienen canciones originales de Pocoyó así como sus primeras colaboraciones con otras agrupaciones, como el grupo español Conecta Kids. Fue durante este tiempo que Zinkia lanzó el segundo álbum musical de Pocoyó "El Cumpleaños de Pocoyó" hecho en colaboración con Conecta Kids (a diferencia de las canciones originales de Pocoyó, las canciones creadas junto a Conecta Kids no fueron compuestas por Daniel Heredero y solo se encuentran disponibles en Español). 
Las canciones originales de Pocoyó fueron compuestas en su totalidad por Daniel Heredero. 
Fueron canciones realizadas en un principio de manera exclusiva para Youtube, posteriormente fueron usadas para televisión de acuerdo a la temporada en que fueran transmitidas. 
Son un total de 17 canciones, 6 originales lanzadas a lo largo de 7 años, y otras 11 lanzadas para el disco "El Cumple de Pocoyó".  

#### Originales de Pocoyó
| N.º | Español                        | Inglés               |
| --- | ------------------------------ | -------------------- |
| 1   | ¡Pocoyó Disco!                 | S/N                  |
| 2   | El Cuento de Navidad de Pocoyó | Christmas Time Today |
| 3   | La Canción del Verano          | S/N                  |
| 4   | La Vuelta al Cole              | S/N                  |
| 5   | La Casa del Terror             | The Haunted House    |
| 6   | Decora la Navidad              | Customize Christmas  |

#### El Cumple de Pocoyó (Conecta Kids)
| N.º | Nombre                      |
| --- | --------------------------- |
| 1   | El Cumple de Pocoyó         |
| 2   | Let’s Go to Halloween       |
| 3   | El Mensaje de Nina          |
| 4   | Un Chef Genial              |
| 5   | El Reguetón de los Animales |
| 6   | La Vuelta al Mundo          |
| 7   | Loula, no te Abandonaré     |
| 8   | Mueve Muévete               |
| 9   | Navidad con Pocoyó          |
| 10  | Mientras Duermes            |
| 11  | ¡Conéctate al verano!       |

### Era Moderna (2019 - 2024)
En 2019 comenzó el proyecto Pocoyó Canciones Infantiles, en donde Zinkia abrió un canal en Youtube exclusivo para subir contenido musical, incluyendo contenido anterior, y en donde suben una canción nueva de Pocoyó cada semana, así como recopilaciones de todas sus canciones. A diferencia de la música anterior, que era toda original, esta nueva serie de canciones contiene también covers de canciones populares para niños como: las Ruedas del Autobús, Johny Johny Sí Papa, la Vaca Lola, Humpty Dumpty, etc. También hay colaboraciones con otros artistas, como "Pica-Pica", Nuria García y "SFDK".
Las canciones originales de Pocoyó fueron compuestas en su totalidad por Daniel Heredero.
Estas nuevas canciones también tendrían lanzamientos en plataformas digitales, agrupadas en volúmenes, actualmente existen 5 volúmenes disponibles.

#### Originales de Pocoyó
| N.º | Español                           | Inglés                          |
| --- | --------------------------------- | ------------------------------- |
| 1   | Las Ruedas del Autobús            | Wheels on the Bus               |
| 2   | Johny Johny Sí Papá               | Johny Johny Yes Papa            |
| 3   | La Araña Chiquitita               | Itsy Bitsy Spider               |
| 4   | Aplaude Siempre Que Seas Feliz    | If You're Happy and You Know It |
| 5   | Cabeza, Hombros, Rodillas y Pies  | Head, Shoulder, Knees and Toes  |
| 6   | Estrellita, ¿Dónde Estás?         | Twinkle, Twinkle, Little Star   |
| 7   | Familia Dedo                      | Finger Family                   |
| 8   | Cinco Aliens Saltaban en la Cama  | Five Little Aliens              |
| 9   | Dulce Navidad                     | Jingle Bells                    |
| 10  | ¡Cumpleaños feliz!                | Happy Birthday!                 |
| 11  | Cinco Patitos                     | Five Little Ducks               |
| 12  | La Granja de Pepito               | Old McDonald Had a Farm         |
| 13  | Mi Mejor Amigo Pato               | My Best Friend Pato             |
| 14  | Superhéroes Extraordinarios       | Superheros Secret Powers        |
| 15  | 10 en la Cama                     | Ten in the Bed                  |
| 16  | Nuestro Hogar                     | A Lovely Place                  |
| 17  | Lluvia, Lluvia, ¡Vete Ya!         | Rain Rain Go Away               |
| 18  | ¡Vamos Todos a Bailar!            | Move Your Body                  |
| 19  | Canción del ABC                   | ABC Song                        |
| 20  | ¡El Cepillo de Dientes!           | Toothbrush Jazz                 |
| 21  | ¡Vamos a ser Mamá!                | S/N                             |
| 22  | Nos Vamos a Bañar                 | Let's Take a Bath               |
| 23  | Familia Dedo (Versión 2)          | Finger Family 2                 |
| 24  | Ovejita Negra                     | Baa Baa Black Sheep             |
| 25  | Canción de los Números            | Numbers Song                    |
| 26  | Familia Dedo (Versión 3)          | Finger Family 3                 |
| 27  | Pajaroto Tiene Sueño              | Sleepy Bird Is Sleepy           |
| 28  | Adivina las Frutas                | Yes Yes Vegetables Song         |
| 29  | Lula                              | Lula                            |
| 30  | Chu Chu Ua                        | Chuchuwa                        |
| 31  | Huevos Sorpresa (Selva)           | Egg Surprises (The Jungle)      |
| 32  | Un Elefante se Balanceaba         | One Elephant Balancing          |
| 33  | Chocamos los Codos                | Bumping Elbows                  |
| 34  | Al Cole Contentos                 | S/N                             |
| 35  | Viene a Merendar                  | Tea Time                        |
| 36  | Huevos Sorpresa (Granja)          | Egg Surprises (The Farm)        |
| 37  | Pajarito y Pajaroto               | Little Bird and Sleepy Bird     |
| 38  | Halloween Disco                   | Halloween Disco                 |
| 39  | Humpty Dumpty                     | Humpty Dumpty                   |
| 40  | Hickory Dickory Dock              | Hickory Dickory Dock            |
| 41  | Campana Sobre Campana             | We Wish You a Merry Christmas   |
| 42  | Canción de los Colores            | The Colors Song                 |
| 43  | Navega en Nuestra Barca           | Row, Row, Row The Boat          |
| 44  | En el Agua Había un Pez           | Once I caught a Fish Alive      |
| 45  | A Ram Sam Sam                     | A Ram Sam Sam                   |
| 46  | Tarta de Frutas                   | Fruit Cake                      |
| 47  | Elly Enfermera                    | Boo Boo Song                    |
| 48  | ¿Estás Durmiendo Pocoyó?          | Are you Sleeping, Pocoyo?       |
| 49  | 5 Pajaritos                       | Five Little Birds               |
| 50  | El Corro de la Patata             | Potato's Dance                  |
| 51  | Mi Amigo es un Patito             | My Friend is a Ducky            |
| 52  | Hockey Pockey                     | Hokey Pokey                     |
| 53  | Juguemos en el Bosque             | Let’s Play In The Forest        |
| 54  | La Granja de Nina                 | Nina's farm                     |
| 55  | Desde mi Ventana                  | From my Window                  |
| 56  | 10 en la Cama (Versión 2)         | Ten in the Bed 2                |
| 57  | Familia Dedo (Versión 4)          | Finger Family 4                 |
| 58  | Estaba el Señor Don Pato          | Don Pato                        |
| 59  | Saco la Manita                    | See My Little Hand              |
| 60  | Color Amor                        | The Color of Love               |
| 61  | El Cocherito Leré                 | The Tiny Car                    |
| 62  | Soy una Taza                      | I'm a Teacup                    |
| 63  | 5 Monitos                         | Five Little Monkeys             |
| 64  | La Carita de Pocoyó               | Pocoyo's Little Face            |
| 65  | ¿Estás durmiendo, Pajaroto?       | Are you slepping, Sleepy Bird?  |
| 66  | ¿Ya Llegamos?                     | Are We There Yet?               |
| 67  | Las Mañanitas                     | Las Mañanitas (Happy Birthday)  |
| 68  | Cúcu Cantaba la Rana              | The Frog Sing a Song            |
| 69  | La Clase que más Mola             | S/N                             |
| 70  | Debajo de un Botón                | Underneath a Button             |
| 71  | El Patio de mi Casa               | The Courtyard In My House       |
| 72  | Números del Espacio               | Space Numbers                   |
| 73  | Monstruo de Colores               | Color Monsters                  |
| 74  | La Lechuza                        | Little Owl                      |
| 75  | La Vaca Lola                      | Gail the Cow                    |
| 76  | Los Días de la Semana             | Days of the Week                |
| 77  | Llegó la Navidad                  | Deck the Halls                  |
| 78  | Tiburón Bebe                      | Baby Shark                      |
| 79  | Peces en el Río                   | The Fishes in the River         |
| 80  | Tengo una Muñeca                  | I've Got a Little Dolly         |
| 81  | Los Pollitos Dicen                | The Little Chicks Say           |
| 82  | Todos los Patitos                 | All The Little Ducks            |
| 83  | ¡Cumpleaños Feliz! (Versión 2)    | Happy Birthday! 2               |
| 84  | Los Meses del Año                 | Months of the Year              |
| 85  | Aeiou Uoiea                       | Aeiou Uoiea                     |
| 86  | ¡Por Mí! [ El Escondite ]         | For Me! [ Hide and seek ]       |
| 87  | Las 4 Estaciones                  | The Seasons                     |
| 88  | Mamá Pata                         | Mummy Duckie                    |
| 89  | Equipo de Rescate                 | Rescue Team                     |
| 90  | Pulpo Está de Moda                | Fred's in Fashion               |
| 91  | Juguemos en el Bosque (Versión 2) | A Wolf in the Forest            |
| 92  | ¡Hasta Mañana, Pocoyó!            | Until Tomorrow                  |
| 93  | Bollitos de Pascua                | Hot Easter Buns                 |
| 94  | Canción de la Vocales             | Rhapsody in Vowels              |
| 95  | El Baño de Pato                   | Pato’s Bath Tub                 |
| 96  | Sal al Parque                     | Get to the Park                 |
| 97  | El Pollito Iván                   | Pete, the Little Chick          |
| 98  | Manzanas y Bananas                | Apples and Bananas              |
| 99  | Las Patatas                       | One Potatoe                     |
| 100 | El Pastelero                      | The Muffin Man                  |
| 101 | Al Baño Solito                    | Potty Training Song             |
| 102 | A mi Burro le Duele la Cabeza     | My Donkey has a Headache        |
| 103 | Canción de los Planetas           | Planet Song                     |
| 104 | ¿Quién Robó Pan?                  | Who Took the Cookie?            |
| 105 | Cu Cu Tras                        | Peek a Boo Song                 |
| 106 | Los Días de la Semana (Versión 2) | Days of the Week 2              |
| 107 | Todos juntos [ Lo pasamos mejor ] | The More we get Together        |
| 108 | Yo Tengo una Casita               | I Have a Little House           |
| 109 | Rig a Jig Jig                     | Rig a Jig Jig                   |
| 110 | Un Pequeño Dedo                   | One Little Finger               |
| 111 | Tengo una Muñeca (Versión 2)      | I Have a Little Doll 2          |
| 112 | Se Hace Así                       | This is the Way                 |
| 113 | El Pilla Pilla                    | Pop Goes the Weasel             |
| 114 | Parque de Atracciones             | Amusement Park                  |
| 115 | Chumbala Chumbala                 | Chumbala Chumbala               |
| 116 | Todos a Jugar al Fútbol           | Everyone to Play Football       |
| 117 | ¿Dónde Estás, Estrellita?         | Twinkle, Twinkle, Little Star 2 |
| 118 | Así se Hace                       | That's the Way                  |
| 119 | Un Buen Plato de Verdura          | A Good Vegetable Dish           |
| 120 | Las Ruedas del Tren               | The Wheels on theTrain          |
| 121 | Buenos Modales                    | Good Manners                    |
| 122 | Familia de Números                | Family Numbers                  |
| 123 | Izquierda, Derecha, Arriba, Abajo | Left, Right, Up, Down!          |
| 124 | Familia Animal                    | Animal Family                   |
| 125 | Soy una Princesa                  | I'm a Princess                  |
| 126 | Familia Dedo Navideña             | Finger Family Christmas         |
| 127 | Contando Cacas                    | Count the Poops                 |
| 128 | Veo, Veo, ¿Qué ves?               | The Spy Game                    |
| 129 | Adiós a la Pupita                 | Goodbye to the Ouchie           |
| 130 | Familia de Animales               | Animal Family                   |
| 131 | Conejitos Dormilones              | Sleppy Bunnys                   |
| 132 | La Cucaracha                      | The Cockroach                   |
| 133 | Doctor Pato                       | Dr. Pato                        |

#### Colaboraciones
| N.º | Canción       | Artista Colaborador    |
| --- | ------------- | ---------------------- |
| 1   | Truco o Trato | Pica-Pica              |
| 2   | Muchoyó       | Nuria García con SFDK. |

### Era posmoderna (2024 - )
| N.º | Español                        | Inglés                        |
| --- | ------------------------------ | ----------------------------- |
| 1   | Around the Sun                 | Around the Sun                |
| 2   | Viaje al País de los Sueños    | Journey to Galactic Dreamland |
| 3   | El Baile Cósmico               | The Cosmic Dance              |
| 4   | Dr Pato                        | Dr Pato                       |
| 5   | Yanko Va a la Peluquería       | Yanko Goes to the Hairdresser |
| 6   | Unidos por Siempre             | Together Forever              |
| 7   | Me Relajo                      | I'm Relaxin'                  |
| 9   | El Exterminador                | The Exterminator              |
| 9   | El Halloween de Elly           | Elly’s Halloween              |
| 10  | Pato El Rebelde                | Pato Rebel                    |
| 11  | Super Hit de Pato              | Super Dance Hit               |
| 12  | ¡Saltando, Rodando y Bailando! | Let's Jump, Roll and Dance    |
| 13  | ¡Feliz Año Nuevo!              | New Year Countdown            |
| 14  | Amigo Mio                      | My Friend                     |
| 15  | Juntos Podemos Volar           | Together We Can Fly           |
| 16  | Elly Ya Está Aquí              | Elly Is Here                  |
| 17  | ¡A Surfear!                    | Surf's Up!                    |
| 18  | Pulpo Rap                      | Pulpo Rap                     |
| 19  | Colores                        | Colors                        |
| 20  | Sigue a Elly                   | Follow Elly                   |
| 21  | Fusión de Jazz Divertida       | Fun Jazz Fusion               |
| 22  | Chu Chu Ua (Versión 2)         | Chu Chu Ua 2                  |
| 23  | La Canción de la Amistad       | The Friendship Song           |
| 24  | Mueve Tu Cuepo                 | Move Your Body                |
| 25  | Las Ruedas del Coche           | The Wheels on the Car         |
| 26  | Mamá Pata (Versión 2)          | Mummy Duckie 2                |
| 27  | Ella Vendrá por la Montaña     | S/N                           |
| 28  | Pin Pon                        | Pin Pon                       |
| 29  | ¡Saltando!                     | S/N                           |

## Premios
Pocoyó ha recibido numerosos galardones, entre los que destaca el Premio a la Mejor Serie de Televisión en el Festival de Annecy 2006 y el Premio BAFTA 2006 a la mejor Serie de Animación Preescolar.
También ha obtenido el Premio a la Mejor Serie de Televisión en las últimas ediciones[¿cuándo?] de los Festivales de Animación de Madrid, Animadrid 2007 y Córdoba, Animacor 2007, y el Pulcinella 2006, premio recibido en el Festival Cartoons on the Bay; Pulcinella Awards (Italia), como Mejor Serie Preescolar, Mejor Programa Europeo, además de ser votada como la Serie más Popular para Niños a través de página web de la RAI.
En lo que respecta al Festival El Chupete, recibió el Premio a Mejor Personaje Infantil durante el 2007 y otro Premio a la Mejor Música/Jingle durante la edición de 2008. Pocoyó ha obtenido el Premio a la Mejor Serie de Animación de Producción Propia en los Premios Zapping 2008, y el Premio Corazón 2008 como Mejor Serie de Animación Nickelodeon en el San Diego Latino Film Festival.
Fue también Premio Especial del Jurado en la categoría de Televisión, durante la cuarta edición del CICDAF 2007 (Festival Internacional de la Animación y las Artes Digitales de China). Premio Especial de Animación en el Festival italiano Sea&TV 2007. Premio 3D en el Festival español Movistar Art Futura 2007 y el Premio Proyecto Innovador FICOD 2007 (Foro Internacional de Contenidos Digitales). Segunda nominación consecutiva de Pocoyó en los Premios BAFTA 2007 (nunca anteriormente, una serie de animación infantil había sido nominada dos veces seguidas en esta categoría). La serie ganó también por segundo año consecutivo el Premio Zapping 2008 como Mejor Serie de Animación de Producción Propia. En EE. UU, la serie obtuvo en 2008 la Medalla de Oro en la categoría de DVD que otorga la Fundación Parents' Choice. También en 2008, obtuvo el Premio a la Mejor Licencia del año y Mejor Licencia de Entretenimiento o Personaje, ambos otorgados por la revista Licencias Actualidad. Cabe destacar asimismo el Gold en la categoría de Mejor Promo de Animación Infantil en Singapur que otorga la organización Promax BDA, gracias a la promo realizada por Disney Playhouse Asia.
A comienzos de 2009, el cortometraje de Pocoyó (Pocoyó y el circo espacial) fue galardonado con el Premio de Plata a la Mejor Serie de Animación Extranjera en el Festival de Televisión de Shanghái.
Gamelab 2009 premió al videojuego para consola (Nintendo DS), Hello, Pocoyó! como Mejor Juego PC/Online/Consola y Campus Party reconoció a Hello, Pocoyó! como Mejor Juego Portátil.
Premio FICOD 2009 obtenido por el mundo virtual, Mundo Pocoyó, como Modelo de negocio de contenidos digitales innovador.
Premio al Mejor Programa Infantil 2009 por la Asociación de Telespectadores de Andalucía (ATEA).
Festival de Cine de Venecia 2010: Premio Kineo - Diamanti al Cinema Italiano 2010 (Los Premios Kineo son elegidos entre las producciones cinematográficas y audiovisuales que más éxito han alcanzado durante el último año).
Además, en 2018, su cuarta temporada fue nominada a la primera edición de los Premios Quirino de la Animación de Iberoamericana.
En 2022, la Temporada 4 fue ganadora del premio "Mejor Programa Infantil de Animación/Live Action" en los premios PRODU2022 y del premio Iris al "Mejor Programa Infantil" por parte de la Academia de Televisión y de las Ciencias y las Artes del Audiovisual.

## Videojuegos y Aplicaciones

### Juegos de la Serie Principal
Pocoyó ha contado varios lanzamientos oficiales de videojuegos a lo largo de los años, comenzando con su primer videojuego Hello! Pocoyó, el cual fue desarrollado por Zinkia Games (Subdivisión de desarrollos de videojuegos de Zinkia) para la Nintendo DS, siendo lanzado en 2008. Posteriormente saldría durante el 2011 Pocoyó Racing, un juego de carreras con dos versiones uno para la Nintendo DS y otra para la Wii. Finalmente a inicios del 2021 sería lanzado Pocoypo Party, que como su nombre indica es un videojuego estilo party, este último ya no sería desarrollado por Zinkia Games, si no por un estudio independiente llamado RECOTechnology.
- Hello! Pocoyó (Nintendo DS; 2008)
  - Juego con un estilo de aventura gráfica, accesible e intuitiva para cualquier niño. En este Pocoyó deberá de regresar un lápiz mágico a su dueño original, además de encontrar a sus amigos que desparacieron a causa de este misterioso lápiz.

- Pocoyó Racing (Nintendo Wii y Nintendo DS; 2011)
  - Juego de carreras con una clara inspiración en la saga de Mario Kart de Nintendo, en este, Pocoyó y sus amigos compiten en diversas carreras para determinar al corredor más rápido de Mundo Pocoyó.
- Pocoyó Party (Nintendo Switch y PlayStation 4; 2021)
  - Juego de estilo fiesta o party en donde deberemos de completar diversos minijuegos. En esta ocasión Pocoyó y sus amigos deberán de recuperar las invitaciones de fiesta robadas por el Marciano Furioso, para esto deberán de completar diversas tareas y eventos en donde Marciano Furioso participó con anterioridad.

### Juegos Cancelados
Existe también un videojuego sin publicar que sería lanzado para Xbox 360 y PlayStation 3, llamado Pocoyó Eye Circuits, el cual sería un juego de realidad aumentada en el que podrías crear tus propias pistas con los elementos del Mundo de Pocoyó, estaba previsto a ser lanzado a finales del 2011, inicios del 2012, pero fue cancelado por razones desconocidas. Existe un tráiler del videojuego que se puede encontrar en internet.
- Pocoyó Eye Circuits (PlayStation 3 y Xbox 360; 2011/2012)

### Aplicaciones
Pocoyó ha contado con múltiples aplicaciones a lo largo del tiempo, muchas de las cuales son inaccesibles actualmente porque ya no están disponibles en tiendas digitales como la App Store (iOS) o Google Play. Las aplicaciones varían en cuanto a su contenido y finalidad, desde videojuegos de carreras, musicales, de puzles, simuladores de mascota, etc. Aunque principalmente se centran en el desarrollo de juego educativos para niños.